# Gaio Giulio Cesare
Gaio Giulio Cesare (in latino Gaius Iulius Caesar,  pronuncia restaurata o classica; AFI: [ˈɡäːjʊs ˈjuː.li.ʊs ˈkɐ̯ɛ̯.säːr]; nelle epigrafi C·IVLIVS·C·F·CAESAR e DIVVS IVLIVS; in greco antico: Γάϊος Ἰούλιος Καῖσαρ?, Gáïos Iúlios Kaîsar; Roma, 13 luglio 101 a.C. o 12 luglio 100 a.C. – Roma, 15 marzo 44 a.C.) è stato un politico, generale, scrittore, oratore e storico romano, considerato una delle figure più importanti e influenti della storia.
Ebbe un ruolo fondamentale nella transizione del sistema di governo dalla forma repubblicana a quella imperiale. Fu dictator di Roma alla fine del 49 a.C., nel 47 a.C., nel 46 a.C. con carica decennale e dal 44 a.C. come dittatore perpetuo, e per questo ritenuto da Gaio Svetonio Tranquillo il primo dei dodici Cesari, in seguito sinonimo di imperatore romano. Con la conquista della Gallia estese il dominio della Res Publica Romana fino all'oceano Atlantico e al Reno e portò gli eserciti romani a invadere per la prima volta la Britannia e la Germania, e a combattere in Spagna, Grecia, Egitto, Ponto (attuale Anatolia nord-orientale) e Africa.
Il primo triumvirato, l'accordo privato per la spartizione del potere con Gneo Pompeo Magno e Marco Licinio Crasso Dive, segnò l'inizio della sua ascesa. In base all'accordo, Cesare sarebbe stato eletto console con l'appoggio politico di Pompeo e finanziario di Crasso; in cambio, una volta console, avrebbe ratificato i provvedimenti presi in Oriente da Pompeo, avrebbe concesso le terre ai suoi veterani, e avrebbe avviato delle riforme a favore del ceto equestre per Crasso. Con il rinnovo del triumvirato, a Lucca nel 56 a.C., fu riconfermato proconsole in Gallia Cisalpina (e Illirico settentrionale), Gallia Narbonense e Gallia Comata. Dopo la morte di Crasso, caduto contro i Parti (Carre, 53 a.C.), Cesare si scontrò con Pompeo e la fazione degli optimates per il controllo dello Stato. Nel 49 a.C., di ritorno dalla Gallia, guidò le sue legioni attraverso il Rubicone (sulla cui linea, nell'81 a.C., Lucio Cornelio Silla Fortunato aveva spostato il confine del pomerio della città) e scatenò una guerra civile (pronunciando le celebri parole «Alea iacta est»). Sconfisse Pompeo a Farsalo (48 a.C.) e successivamente gli altri optimates, tra cui Marco Porcio Catone Uticense, divenendo padrone indiscusso di Roma.
Con l'assunzione della dittatura a vita diede inizio a un processo di radicale riforma della società e della politica romana, assicurandosi potere assoluto sulla Repubblica. Il suo operato provocò la reazione dei conservatori, finché un gruppo di senatori, capeggiati da Marco Giunio Bruto, Gaio Cassio Longino e Decimo Giunio Bruto Albino, cospirò contro di lui, uccidendolo alle idi di marzo del 44 a.C. (15 marzo 44). Nel 42 a.C., appena due anni dopo il suo assassinio, il Senato lo deificò ufficialmente, elevandolo a divinità. L'eredità riformatrice e storica di Cesare fu quindi raccolta da Gaio Ottavio Turino, suo pronipote e figlio adottivo con il nome di Gaio Giulio Cesare Ottaviano.
Le campagne militari e le azioni politiche di Cesare sono da lui stesso dettagliatamente raccontate in terza persona nei Commentarii de bello Gallico e nei Commentarii de bello civili. Numerose notizie sulla sua vita sono presenti negli scritti di Appiano di Alessandria, il già citato Svetonio, Lucio Mestrio Plutarco, Lucio Cassio Dione Cocceiano e Strabone. Altre informazioni possono essere rintracciate nelle opere di autori suoi contemporanei, come nelle lettere e nelle orazioni del suo rivale politico Marco Tullio Cicerone, nelle poesie di Gaio Valerio Catullo e negli scritti storici di Gaio Sallustio Crispo.

## L'aspetto fisico

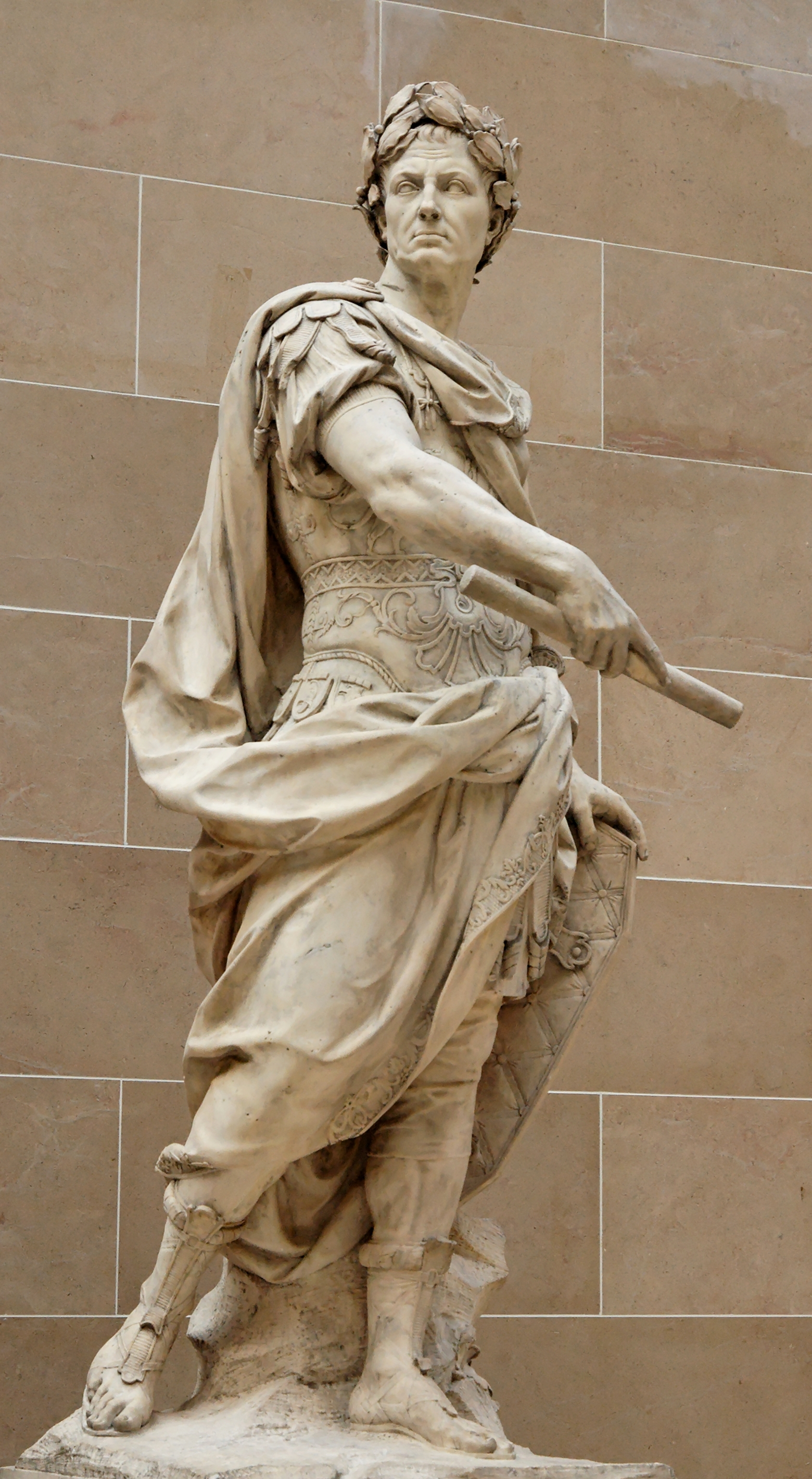
Statua del dictator perpetuus realizzata nel 1696 dallo scultore francese Nicolas Coustou, oggi esposta al Museo del Louvre.

Una dettagliata descrizione dell'aspetto fisico di Cesare fu scritta da  Svetonio, all'interno del De vita Caesarum:
(Svetonio, Cesare, 45-46)

## Fonti e storiografia
Le principali fonti per la vita e il ruolo di Gaio Giulio Cesare sono rappresentate dalle biografie:
- Svetonio (Vite dei dodici Cesari),
- Plutarco (Vite parallele),
- Appiano (Historia Romana),
- Cassio Dione (Historia Romana),
- Velleio Patercolo (Historiae Romanae ad M. Vinicium consulem libri duo).

È nominato in:
- Cicerone (Orationes Philippicae, Orationes in Catilinam, Epistulae ad Atticum, Orationes: pro Marcello, pro Ligario, pro Deiotaro, De provinciis consularibus),
- Catullo (Liber)
- Marco Anneo Lucano (Pharsalia)

Cesare stesso poi scrisse due opere storiografiche sulle proprie imprese, narrando di sé in terza persona: il Commentarii de bello gallico e il Commentarii de bello civili.

## Biografia

### Origini familiari
| Cesare: denario                                                                    | Cesare: denario |
| ---------------------------------------------------------------------------------- | --- |
|                                                                                    | |
| CAESAR, un elefante (simbolo di Cesare) avanza verso destra e calpesta un serpente | Sono rappresentati alcuni oggetti come un simpulum (attingitoio), un aspergillum (rametto di alloro o ulivo), una securis (scure) e un apex (copricapo) |
| Argento, 17 mm, 4,01 g; coniato nel 49-48 a.C.                                     | |

Cesare nacque il 13 luglio del 101 o il 12 luglio del 100 a.C. nella Suburra, un quartiere di Roma, da un'antica e nota famiglia patrizia, la gens Iulia, che, secondo il mito, annoverava tra gli antenati anche il primo e grande re romano, Romolo, e discendeva da Iulo (o Ascanio), figlio del principe troiano Enea, figlio a sua volta della dea Venere.
Il ramo della gens Iulia che portava il cognomen "Caesar" discendeva, secondo il racconto di Plinio il Vecchio, da un uomo venuto alla luce in seguito a un parto cesareo (dal verbo latino 'tagliare', caedo, -ĕre, caesus sum, pron. 'kae-do, 'kae-sus sum). La Storia Augusta suggerisce invece altre tre possibili spiegazioni sull'origine del nome: che il primo Cesare avesse ucciso un elefante (caesai in berbero) in battaglia durante la prima guerra punica, che fosse nato con una folta capigliatura (dal latino caesaries), oppure con occhi di colore celeste particolarmente vivo (dal latino oculis caesiis).
(Elio Sparziano, Historia Augusta, II,3)
Nonostante le origini aristocratiche, la famiglia di Cesare non era ricca per gli standard della nobiltà romana, né particolarmente influente. Ciò rappresentò inizialmente un grande ostacolo alla sua carriera politica e militare, e Cesare dovette contrarre ingenti debiti per ottenere le sue prime cariche politiche. Inoltre, negli anni della giovinezza dello stesso Cesare, lo zio Gaio Mario si era attirato le antipatie della nobilitas repubblicana (anche se successivamente Cesare riuscì a riabilitarne il nome) e questo metteva anche lo stesso Cesare in cattiva luce agli occhi degli optimates.
Il padre, suo omonimo, era stato pretore nel 92 a.C. e aveva probabilmente un fratello, Sesto Giulio Cesare, che era stato console nel 91 a.C., e una sorella, Giulia, che aveva sposato Gaio Mario intorno al 110 a.C. La madre era Aurelia Cotta, proveniente da una famiglia che aveva dato a Roma numerosi consoli. Il futuro dittatore ebbe due sorelle, entrambe di nome Giulia: Giulia maggiore, probabilmente madre di due dei nipoti di Cesare, Lucio Pinario e Quinto Pedio, menzionati insieme a Ottaviano nel suo testamento, e Giulia minore, sposata con Marco Azio Balbo, madre di Azia minore e di Azia maggiore, a sua volta madre di Ottaviano.
La famiglia viveva in una modesta casa della popolare e malfamata Suburra, dove il giovane Giulio Cesare fu educato da Marco Antonio Gnifone, un illustre grammatico nativo della Gallia. Cesare trascorse il suo periodo di formazione in un'epoca tormentata da gravi disordini. Mitridate VI, re del Ponto, minacciava le province orientali; contemporaneamente, era in corso in Italia la guerra sociale e la città di Roma era divisa in due fazioni contrapposte: gli optimates, favorevoli al potere aristocratico, e i populares o democratici, che sostenevano la possibilità di rivolgersi direttamente all'elettorato. Pur se di nobili origini, fin dall'inizio della sua carriera Cesare si schierò dalla parte dei populares, scelta sicuramente condizionata dalle convinzioni dello zio Gaio Mario, capo dei populares e rivale di Lucio Cornelio Silla, sostenuto da aristocrazia e Senato.

### La gioventù

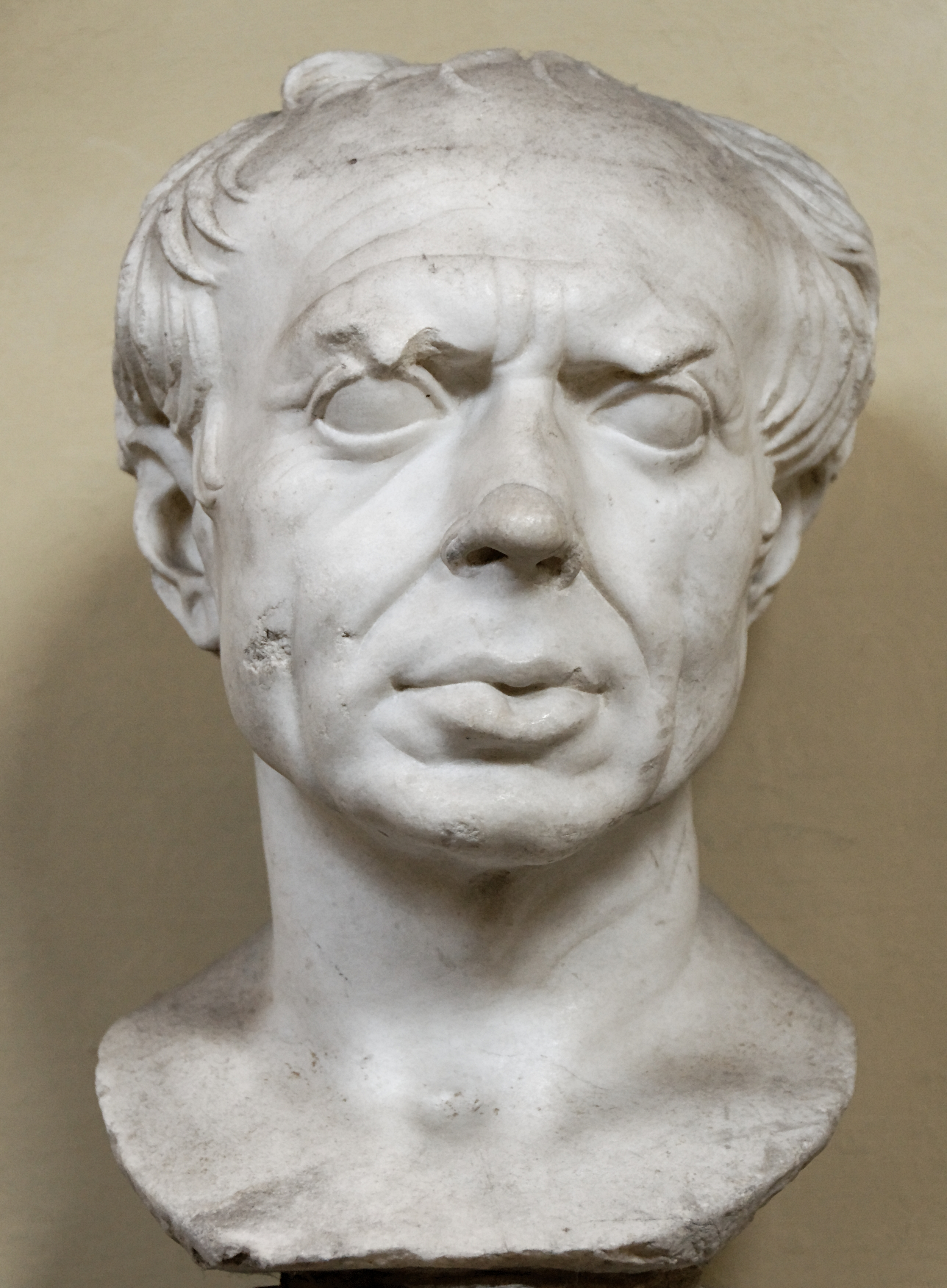
Busto di Gaio Mario in età avanzata (Museo Chiaramonti), zio di Cesare

Nell'86 a.C. lo zio Gaio Mario morì, e nell'85 a.C., quando Cesare aveva solo quindici anni, morì il padre Gaio Giulio Cesare il Vecchio. L'anno seguente Cesare ripudiò la sua promessa sposa Cossuzia per sposare Cornelia minore, figlia di Lucio Cornelio Cinna, alleato di Gaio Mario nella guerra civile. Il nuovo legame con una famiglia notoriamente schierata con i popolari, oltre alla parentela con Mario, causarono problemi non indifferenti al giovane Cesare negli anni della dittatura di Silla. Questi cercò di ostacolarne in tutti i modi le ambizioni, bloccando la sua nomina a Flamen Dialis; la situazione poi si aggravò quando il dittatore, avuta la meglio su Mitridate VI, nell'82 a.C. rientrò in Italia, sconfisse i seguaci di Mario nella battaglia di Porta Collina, si autoproclamò dittatore perpetuo per la riforma delle leggi e la restaurazione della repubblica e cominciò a eliminare i suoi avversari politici; ordinò a Cesare di divorziare da Cornelia poiché non era patrizia, ma Cesare rifiutò. Silla meditò allora di farlo uccidere, ma dovette poi desistere dopo i numerosi appelli rivoltigli dalle Vestali e da Gaio Aurelio Cotta. In quell'occasione esclamò:
(Svetonio, Vite dei Cesari, Cesare, 1)
Cesare, temendo per la sua vita, lasciò comunque Roma, prima ritirandosi in Sabina (dove fu costretto a cambiare alloggio ogni giorno) e poi, raggiunta la giusta età, partendo per il servizio militare in Asia, come legato del pretore Marco Minucio Termo. Fu Minucio a ordinare al giovane legato di recarsi presso la corte di Nicomede IV, sovrano del piccolo Stato della Bitinia. Di questa missione si parlò a lungo a Roma, ove si diffuse la voce che Cesare aveva avuto una relazione amorosa con il sovrano, più vecchio di lui di oltre 30 anni, come testimoniano i canti intonati dai legionari dello stesso Cesare oltre trentacinque anni dopo. In ogni modo, come legato di Minucio durante l'assedio di Mitilene, Cesare partecipò per la prima volta a uno scontro armato, distinguendosi per il suo coraggio, tanto che gli fu conferita la corona civica, che veniva concessa a chi, in combattimento, avesse salvato la vita a un cittadino. In seguito alle riforme promulgate da Silla, a chi fosse stata conferita una corona militare sarebbe stato garantito l'accesso al Senato.
Rientrato a Roma Minucio, Cesare rimase in Cilicia, partecipando come patrizio romano a diverse operazioni militari che si svolsero in quella zona, come l'azione contro i pirati (che proprio in Cilicia avevano il loro punto di forza) sotto il comando di Publio Servilio Vatia. In quanto di famiglia patrizia, lì fu associato con alcuni incarichi a vari comandanti romani.

### Il ritorno a Roma e le prime esperienze politiche (78-69 a.C.)

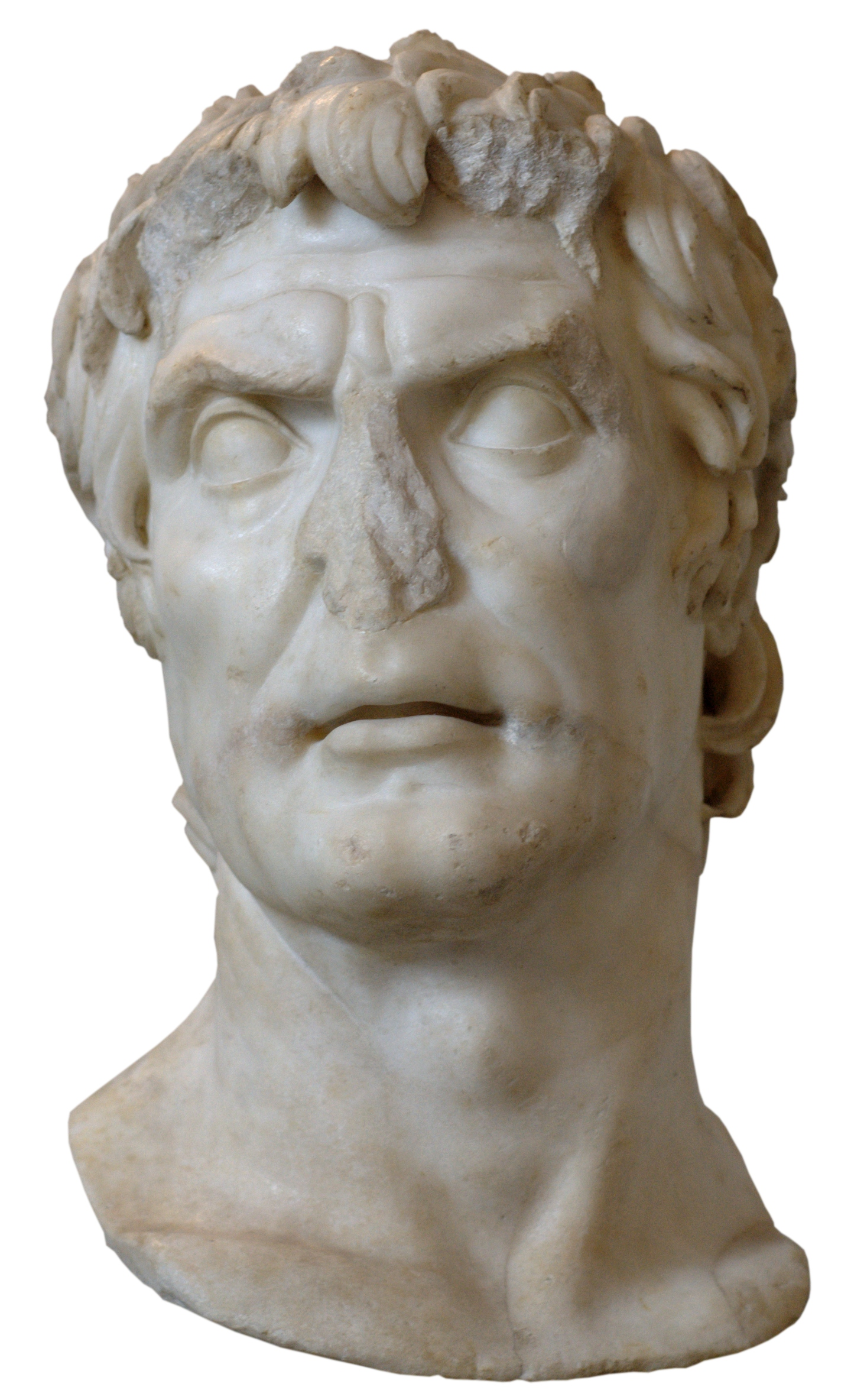
Busto di Lucio Cornelio Silla

Dopo due anni di potere assoluto, Silla si dimise dalla carica di dittatore, ristabilendo il normale governo consolare. Cesare rientrò a Roma solo quando ebbe notizia della morte di Silla (78 a.C.), e il suo ritorno coincise con il tentativo di ribellione anti-sillana capeggiato da Marco Emilio Lepido e bloccato da Gneo Pompeo. Cesare, non fidandosi delle capacità di Lepido, che pure lo aveva contattato, non partecipò alla ribellione, e cominciò invece a dedicarsi alla carriera forense come pubblico accusatore e a quella politica come esponente dei popolari e nemico dichiarato degli ottimati. In questa fase, benché ancora giovanissimo, egli dimostrò già una grandissima intelligenza politica, evitando di rimanere implicato in un'insurrezione male organizzata e destinata a naufragare nell'insuccesso.
Cesare, che non si era apertamente schierato contro la politica sillana, evitando di partecipare all'insurrezione di Lepido, decise di sostenere l'accusa di concussione contro Gneo Cornelio Dolabella, per atti durante il suo mandato di governatore in Macedonia e quella di estorsione contro Gaio Antonio Ibrida. Entrambi gli accusati erano membri influenti del partito degli ottimati e in entrambi i casi, anche se l'accusa fu pronunciata con perizia, perse le cause: Dolabella, che probabilmente si era macchiato anche di vari crimini durante le proscrizioni sillane, fu assolto dall'accusa di concussione grazie all'abilità oratoria dei suoi avvocati Lucio Aurelio Cotta e Quinto Ortensio Ortalo. Il discorso di Cesare, che non si è conservato, dovette però essere di ottima fattura, come testimonia il fatto che fosse ancora oggetto di studio nel II secolo. Anche nel processo ad Antonio Ibrida, Cesare pronunciò un discorso particolarmente efficace, tanto da costringere lo stesso Ibrida, per ottenere l'assoluzione, ad appellarsi ai tribuni della plebe tramite provocatio ad populum, sostenendo che non gli erano garantite delle eque condizioni processualistiche. Benché l'esito del processo non compaia nell'opera di nessuno storico, è probabile che anche Ibrida riuscì a evitare la condanna.
Cesare, che sapeva fin dal principio che le sue azioni legali non avevano alcuna possibilità di riuscita, attraverso l'esordio nel mondo forense si accreditò come importante rappresentante della fazione dei populares, anche se l'esito negativo dei processi lo convinse a lasciare Roma una seconda volta per evitare le vendette della nobilitas sillana.
Cesare decise allora, nel 74 a.C., di recarsi a Rodi, vera e propria meta di pellegrinaggio per i giovani romani delle classi più alte, desiderosi di apprendere la cultura e la filosofia greca. Durante il viaggio fu però rapito dai pirati, che lo portarono sull'isola di Farmacussa, una delle Sporadi meridionali a sud di Mileto. Quando questi gli chiesero di pagare venti talenti, Cesare rispose che ne avrebbe consegnati cinquanta e mandò i suoi compagni a Mileto perché ottenessero la somma di denaro con cui pagare il riscatto, mentre lui sarebbe rimasto a Farmacussa con due schiavi e il medico personale. Durante la permanenza sull'isola, che si protrasse per trentotto giorni, Cesare compose numerose poesie e le sottopose poi al giudizio dei suoi carcerieri; più in generale, mantenne un comportamento piuttosto particolare con i pirati, trattandoli sempre come se fosse lui ad avere in mano le loro vite e promettendo più volte che una volta tornato libero li avrebbe fatti uccidere tutti. Quando i suoi compagni ritornarono, portando con sé il denaro che le città avevano offerto loro per pagare il riscatto, Cesare si rifugiò nella provincia d'Asia, governata dal propretore Marco Iunco. Giunto a Mileto, Cesare armò delle navi e tornò in tutta fretta a Farmacussa, dove catturò senza difficoltà i pirati; poi si recò con i prigionieri al seguito in Bitinia, dove Iunco stava sovrintendendo all'attuazione delle volontà espresse da Nicomede IV nel suo testamento. Qui chiese al propretore di provvedere alla punizione dei pirati, ma questi si rifiutò, tentando invece di impadronirsi del denaro sottratto ai pirati stessi, e decise poi di rivendere i prigionieri. Cesare allora, prima che Iunco potesse mettere in atto i suoi progetti, si rimise in mare lasciando la Bitinia e procedette egli stesso all'esecuzione dei prigionieri: li fece crocifiggere dopo averli strangolati, in modo da evitare loro una lunga e atroce agonia. In questo modo, secondo le fonti filocesariane, egli non fece altro che adempiere ciò che aveva promesso ai pirati durante la prigionia, e poté anzi restituire i soldi che i suoi compagni avevano dovuto richiedere per il riscatto.
Terminata la vicenda dei pirati, Cesare prese parte alla guerra contro Mitridate VI del Ponto (terza guerra mitridatica), combattendo nella provincia d'Asia e arruolando navi e milizie ausiliarie. Nel 73 a.C., mentre ancora si trovava in Asia, fu eletto nel collegio dei pontefici, per compensare il fatto che avesse perso la carica del flaminato per fuggire da Silla.
Tornato a Roma, fu eletto tribuno militare alle elezioni del 72 a.C. per l'anno seguente, risultando addirittura il primo degli eletti. Si impegnò dunque nelle battaglie politiche sostenute dai populares, ovvero l'approvazione della Lex Plautia (che avrebbe permesso il rientro in patria di coloro che erano stati esiliati dopo aver partecipato all'insurrezione di Lepido) e il ripristino dei poteri dei tribuni della plebe, il cui diritto di veto era stato notevolmente ridimensionato da Silla, per evitare colpi di mano da parte dei populares. Il ripristino della tribunicia potestas fu però ottenuto soltanto nel 70 a.C., l'anno del consolato di Gneo Pompeo Magno e Marco Licinio Crasso. Entrambi avevano acquisito un grande prestigio portando a termine, rispettivamente, la guerra sertoriana contro Quinto Sertorio in Spagna e la terza guerra servile contro gli schiavi guidati da Spartaco. Crasso in particolare era in stretti rapporti con Cesare (lo aiutò infatti più volte finanziandone le campagne elettorali) ma, per quanto incredibilmente ricco grazie alle proscrizioni sillane, dovette far appoggio durante la sua campagna elettorale sul carisma del nascente leader popolare.

### Ascesa politica: dalla questura al consolato (69-59 a.C.)

#### Dalla questura al pontificato (69-63 a.C.)

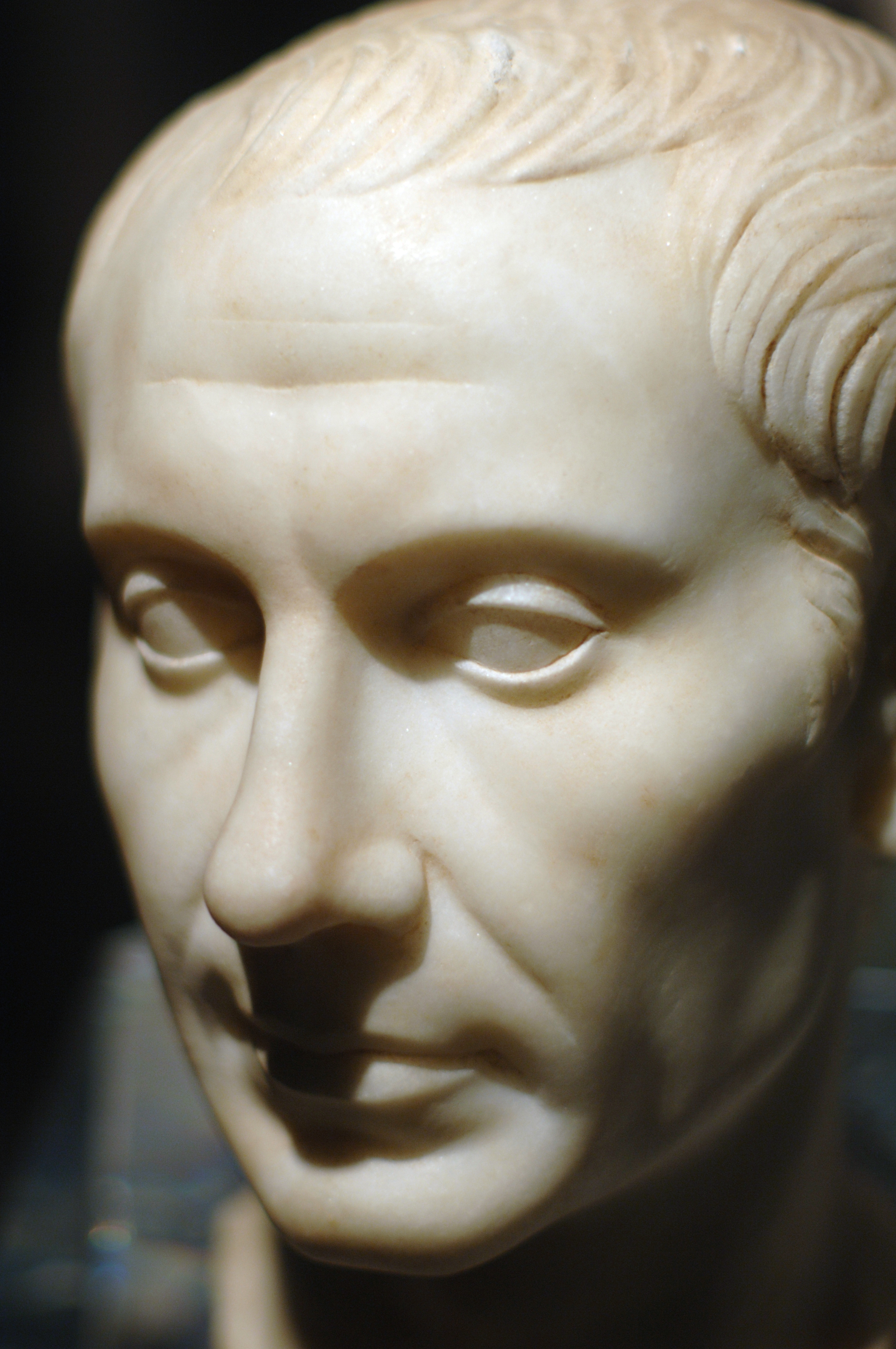
Un giovane Cesare (busto ritrovato a Pantelleria), il cui mito era Alessandro Magno

Cesare fu eletto questore per il 69 a.C. Dopo il consolato di Pompeo e Crasso, il clima politico romano si stava avviando al cambiamento, grazie al quasi totale smantellamento della costituzione sillana che i due consoli avevano operato. Nel 69 a.C. Cesare pronunciò dai Rostri del Foro, secondo l'antico costume, gli elogi funebri per la zia Giulia, vedova di Gaio Mario, e per la moglie Cornelia, figlia di Lucio Cornelio Cinna. Nel farlo, mostrò per la prima volta in pubblico dal periodo sillano le immagini di Gaio Mario e del figlio Gaio Mario il giovane, e il popolo le accolse plaudente. Nell'elogio per Giulia, Cesare esaltava la discendenza della zia per parte di madre da Anco Marzio, evidenziando come negli esponenti della gens Iulia scorresse ora anche il sangue regale accanto a quello divino.
(Svetonio, Vite dei Cesari, Cesare, 6, traduzione di Felice Dessì)
L'elogio di Cornelia parve invece piuttosto insolito, perché non era uso pronunciare discorsi in memoria di donne morte giovani, ma fu fortemente apprezzato dal popolo, in quanto celebrava una figura femminile ben lontana da quella della classica matrona romana.
Sempre nel corso del 69 a.C., Cesare si recò nella Spagna ulteriore, governata dal propretore Antistio Vetere. Lì si dedicò a un'intensa attività giudiziaria e grazie al suo grande impegno poté anche accattivarsi le simpatie della popolazione, che liberò dai pesi fiscali che Metello aveva imposto.
Prima della fine dell'anno, Cesare tornò a Roma, a seguito di due episodi probabilmente leggendari ma particolarmente significativi: durante la notte sognò di avere un rapporto incestuoso con la madre. Il sogno indicava infatti la necessità di ritornare in patria ed era allo stesso tempo un presagio di dominio del mondo. Mentre osservava poi la statua di Alessandro Magno a Cadice (Gades), Cesare fu folgorato e scoppiò in lacrime, commentando: "Non vi sembra che ci sia motivo di addolorarsi se alla mia età Alessandro regnava già su tante persone, mentre io non ho fatto ancora nulla di notevole?"
Cesare, dopo aver votato per l'approvazione della Lex Gabinia e della Lex Manilia, fu eletto edile curule (aedilis curulis) nel 65 a.C. Grazie al suo comportamento poté consacrarsi definitivamente come nuovo leader del movimento popolare, conquistandosi le simpatie di tutta la popolazione romana. Egli fece esporre le sue personali collezioni d'arte nel Foro e sul Campidoglio, e organizzò dei giochi di gladiatori in memoria di suo padre. Per la loro magnificenza (vi presero parte oltre trecentoventi coppie di gladiatori), i giochi suscitarono le preoccupazioni degli optimates, che non vedevano di buon occhio l'affermazione di Cesare; essi promulgarono una legge che prevedeva che non si potesse avere alle proprie dipendenze più di un certo numero (a noi sconosciuto) di gladiatori. Cesare si propose come continuatore della politica antisillana: fece infatti rimettere in piedi i trofei ottenuti da Mario per le vittorie contro i Cimbri e i Teutoni, e decise, quando fu a capo del tribunale, di considerare come omicidi le uccisioni dei proscritti sotto Silla.
Altro grandissimo successo per Cesare fu l'elezione nel 63 a.C. a pontefice massimo, dopo la morte di Quinto Cecilio Metello Pio, che era stato nominato da Silla. Cesare, per quanto scettico, si era battuto perché il pontificato tornasse a essere, dopo la riforma sillana, una carica elettiva, e comprendeva perfettamente quale aspetto avrebbe avuto la sua figura se insignita della carica di tutore del diritto e del culto romano. A sfidarlo c'erano però rappresentanti della fazione degli optimates molto più anziani e già da tempo giunti al culmine del cursus honorum, quali Quinto Lutazio Catulo e Publio Servilio Vatia Isaurico. Cesare allora, aiutato anche da Marco Licinio Crasso, si procurò grandi somme di denaro che usò per corrompere l'elettorato, e fu dunque costretto a pagare un prezzo altissimo per la sua elezione: il giorno del voto, uscendo di casa, promise infatti alla madre che ella lo avrebbe rivisto pontefice oppure esule. La nettissima vittoria di Cesare gettò nel panico gli optimates, mentre costituì per il neoeletto pontefice una nuova acquisizione di prestigio, in grado di assicurargli la nomina a pretore per l'anno seguente. Nel frattempo, per evidenziare l'importanza della sua carica, lasciò la casa natale nella Suburra per trasferirsi sulla via Sacra, cominciando ad attuare una politica volta ad accattivarsi anche le simpatie di Pompeo Magno.

#### Dalla congiura di Catilina alla propretura in Spagna (63-61 a.C.)

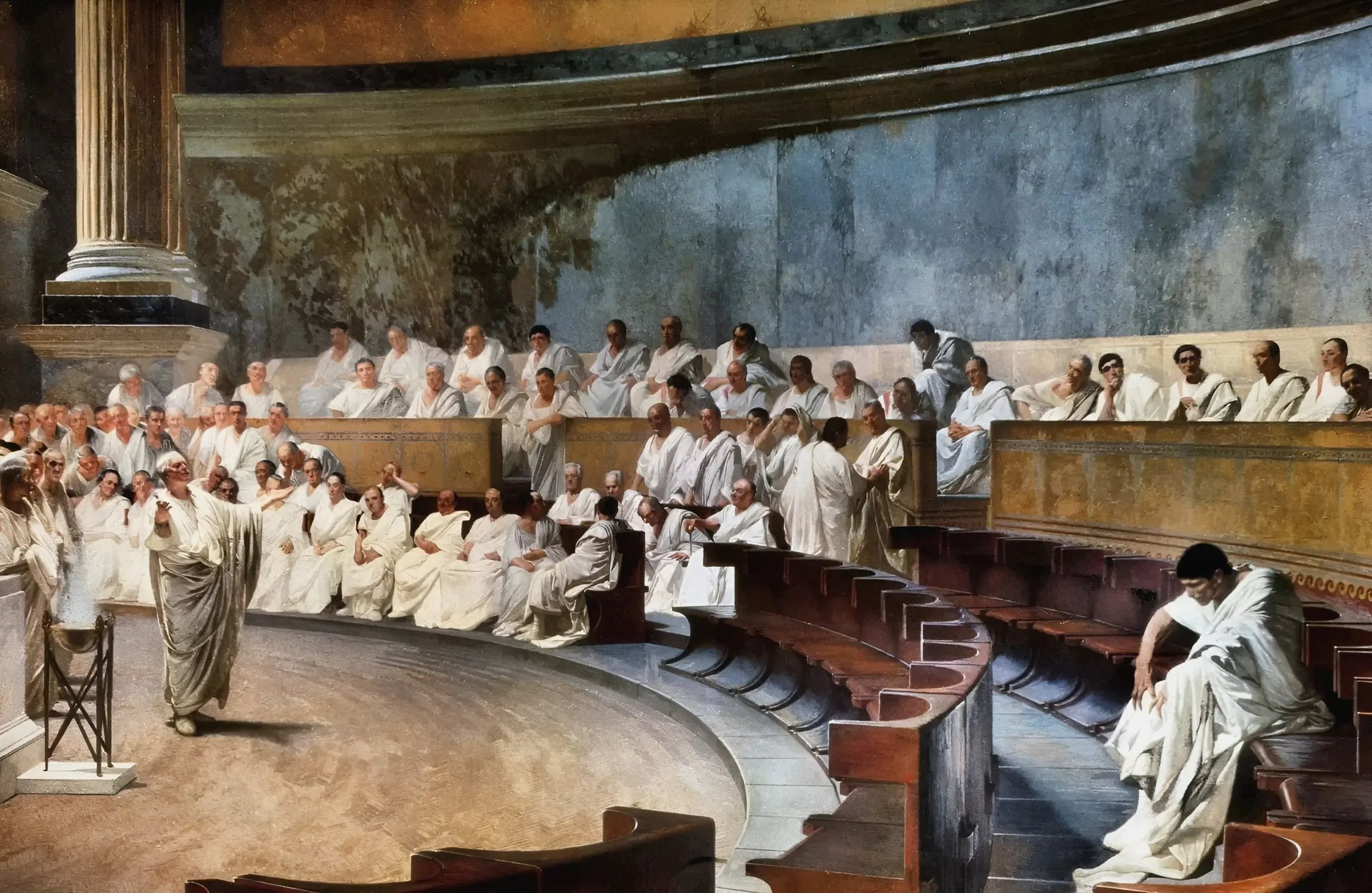
Cicerone denuncia Catilina in Senato, 1880, affresco di Cesare Maccari, Roma, Palazzo Madama, Sala Maccari

Nel 63 a.C. irruppe sulla scena politica Lucio Sergio Catilina. Nobile decaduto, egli tentò più volte di impadronirsi del potere: organizzò una prima congiura nel 66 o nel 65 a.C., a cui Cesare prese probabilmente parte. La congiura, che avrebbe portato all'elezione di Crasso come dittatore e dello stesso Cesare come suo magister equitum, fallì per l'improvviso abbandono del progetto da parte di Crasso, o forse perché Cesare si rifiutò di dare il segnale convenuto che avrebbe dovuto dare inizio al programmato assalto al Senato.
Quando nel 63 la seconda congiura di Catilina fu scoperta da Marco Tullio Cicerone (pur non avendo prove certe), Lucio Vezio, amico di Catilina, fece i nomi di alcuni congiurati, includendo tra essi anche Cesare. Questi fu scagionato dalle accuse grazie al tempestivo intervento di Cicerone, ma resta assai probabile che avesse partecipato, almeno inizialmente, anche a questa seconda congiura. Ad avvalorare l'ipotesi è il discorso che lo stesso Cesare pronunciò in Senato in difesa dei congiurati Lentulo e Cetego: dopo la sua fuga, Catilina aveva lasciato a loro le redini della congiura, ma i due erano stati scoperti grazie a un abile piano congegnato da Cicerone, principale accusatore di Catilina e responsabile del fallimento della congiura. Discutendo sulla pena cui condannare Lentulo e Cetego, molti senatori avevano proposto la condanna a morte; Cesare, invitando tutti a non prendere decisioni avventate e dettate dalla paura, propose invece di confinare i congiurati e di confiscare loro i beni. Il discorso di Cesare, che aveva convinto molti senatori, fu però seguito da altri: uno, molto acceso, pronunciato da Marco Porcio Catone Uticense e un altro di Quinto Lutazio Catulo riuscirono a reindirizzare il Senato verso la condanna a morte dei congiurati. Lentulo e Cetego furono quindi condannati a morte senza che fosse concessa loro la provocatio ad populum. Il discorso di Cesare, grazie al quale egli si presentò come un uomo saggio e poco vendicativo, fu molto gradito al popolo, che sperava nei benefici che Catilina gli avrebbe concesso; è però probabile che con le sue parole il futuro dittatore tentasse anche di salvare dalla morte degli amici e compagni politici con i quali aveva probabilmente collaborato, o anche di tenerli come capri espiatori di problemi di cui in futuro lui stesso avrebbe potuto essere artefice.
Dopo la morte della moglie Cornelia nel 68 a.C., Cesare aveva sposato Pompea, nipote di Silla. Ma nel 62 a.C. Publio Clodio Pulcro, amante di Pompea, s'introdusse in casa di Cesare, dove la stessa Pompea stava preparando le celebrazioni per la festa di Bona Dea. Scoperto mentre era travestito da ancella, Clodio venne processato per lo scandalo, e Cesare ripudiò Pompea, pur rifiutando di testimoniare contro Clodio al processo.
Nel 62 a.C. fu pretore e un avvenimento particolare durante quell'anno fu la proposta di legge, da parte del tribuno della plebe Metello Nepote, di far tornare Pompeo dall'Oriente per ristabilire l'ordine nell'Urbe. Cesare supportava questa proposta di legge, mentre Catone si era apertamente opposto. Metello espose comunque la proposta ai Concili della plebe, ma l'arrivo di Catone alla seduta fece scoppiare disordini in merito alla questione e, dopo che anche il Senato appoggiò e giustificò legalmente Catone, Metello si dimise e si recò da Pompeo. Anche Cesare rinunciò alla propria carica per solidarietà; il giorno seguente una folla inferocita si recò davanti a casa sua, invitandolo a marciare contro il Senato, ma egli riuscì a calmarla. Il Senato, a seguito di quest'episodio, lo riabilitò nella carica di pretore.
Nel 61 a.C. fu poi governatore con l'imperium di propretore della provincia della Spagna ulteriore, dove condusse operazioni contro i Lusitani; acclamato imperator, gli fu tributato il trionfo una volta tornato a Roma. Cesare fu tuttavia costretto a rinunciarvi, in quanto per celebrare il trionfo avrebbe dovuto mantenere le sue vesti di militare e restare fuori dalla città di Roma: il propretore chiese dunque al Senato il permesso di candidarsi al consolato in absentia, attraverso i suoi legati, ma, anche se il Senato non osteggiava del tutto la proposta, Catone l'Uticense fece in modo che la richiesta fosse respinta, parlando a lungo e temporeggiando. Cesare, posto di fronte a una scelta particolarmente importante per la sua carriera futura, preferì dunque salire il gradino successivo del cursus honorum e candidatosi nel 60 a.C. fu eletto console per l'anno 59 a.C.

#### Il triumvirato e il consolato (60-59 a.C.)
Nel 60 a.C., Cesare stipulò un'alleanza strategica con due tra i maggiori capi politici dell'epoca: Crasso e Pompeo. Questo accordo privato fu successivamente chiamato dagli storici primo triumvirato; non si trattava di una vera magistratura, ma di un accordo tra privati che, data l'influenza dei firmatari, ebbe poi notevolissime ripercussioni sulla vita politica, dettandone gli sviluppi per quasi dieci anni.
Crasso era l'uomo più ricco di Roma (aveva infatti finanziato la campagna elettorale di Cesare per il consolato) ed era un esponente di spicco della classe dei cavalieri. Pompeo, dopo aver brillantemente risolto la guerra in Oriente contro Mitridate e i suoi alleati, era il generale con più successi alle spalle. Il rapporto tra Crasso e Pompeo non era dei più idilliaci, ma Cesare con la sua fine abilità diplomatica seppe riappacificarli, vedendo in un'alleanza tra i due l'unico modo in cui egli stesso avrebbe potuto raggiungere i vertici del potere. Crasso serbava infatti verso Pompeo un certo rancore, da quando quegli aveva celebrato il trionfo per la guerra contro Sertorio in Spagna e per la vittoria contro gli schiavi ribelli, che soffocata la rivolta di Spartaco cercavano di fuggire dall'Italia per attraversare l'arco alpino: ogni merito era andato a Pompeo, mentre Crasso, vero artefice della sofferta vittoria su Spartaco, aveva potuto celebrare soltanto un'ovazione.
Pompeo avrebbe dovuto sostenere la candidatura al consolato di Cesare, mentre Crasso l'avrebbe dovuta finanziare. In cambio di quest'appoggio, Cesare avrebbe fatto in modo che ai veterani di Pompeo venissero distribuite delle terre, e che il Senato ratificasse i provvedimenti presi da Pompeo in Oriente; al contempo, com'era desiderio di Crasso e dei cavalieri, fu ridotto di un terzo il canone d'appalto delle imposte della provincia d'Asia. A rinsaldare ulteriormente quanto previsto dal triumvirato, Pompeo sposò Giulia, la figlia di Cesare.
Nel 59 a.C., l'anno del suo consolato, Cesare portò al servizio dell'alleanza la sua popolarità politica e il suo prestigio, e si adoperò per portare avanti le riforme concordate con gli altri triumviri. Nonostante la forte opposizione del collega Marco Calpurnio Bibulo, che tentò in ogni modo di ostacolare le sue iniziative, Cesare ottenne comunque la ridistribuzione degli appezzamenti di ager publicus per i veterani di Pompeo, ma anche per alcuni dei cittadini meno abbienti. Bibulo, una volta accortosi del fallimento della sua sterile politica volta esclusivamente alla conservazione dei privilegi da parte della nobilitas senatoriale, si ritirò dalla vita politica: in questo modo pensava di frenare l'attività del collega, che invece poté attuare in tutta tranquillità il suo rivoluzionario programma. Cesare infatti programmò la fondazione di nuove colonie in Italia e per tutelare i provinciali riformò le leggi sui reati di concussione (lex Iulia de repetundis), facendo approvare allo stesso tempo delle leggi che favorissero l'ordo equestris: con la lex de publicanis egli ridusse di un terzo la somma di denaro che i cavalieri dovevano pagare allo Stato, favorendo così le loro attività. Fece infine promulgare una legge che imponeva al Senato di stilare le relazioni di ogni seduta (gli Acta Senatus). In questo modo Cesare si assicurava l'appoggio di tutta la popolazione romana, ponendo le basi per il suo futuro successo.

### Guerra in Gallia (58-50 a.C.)

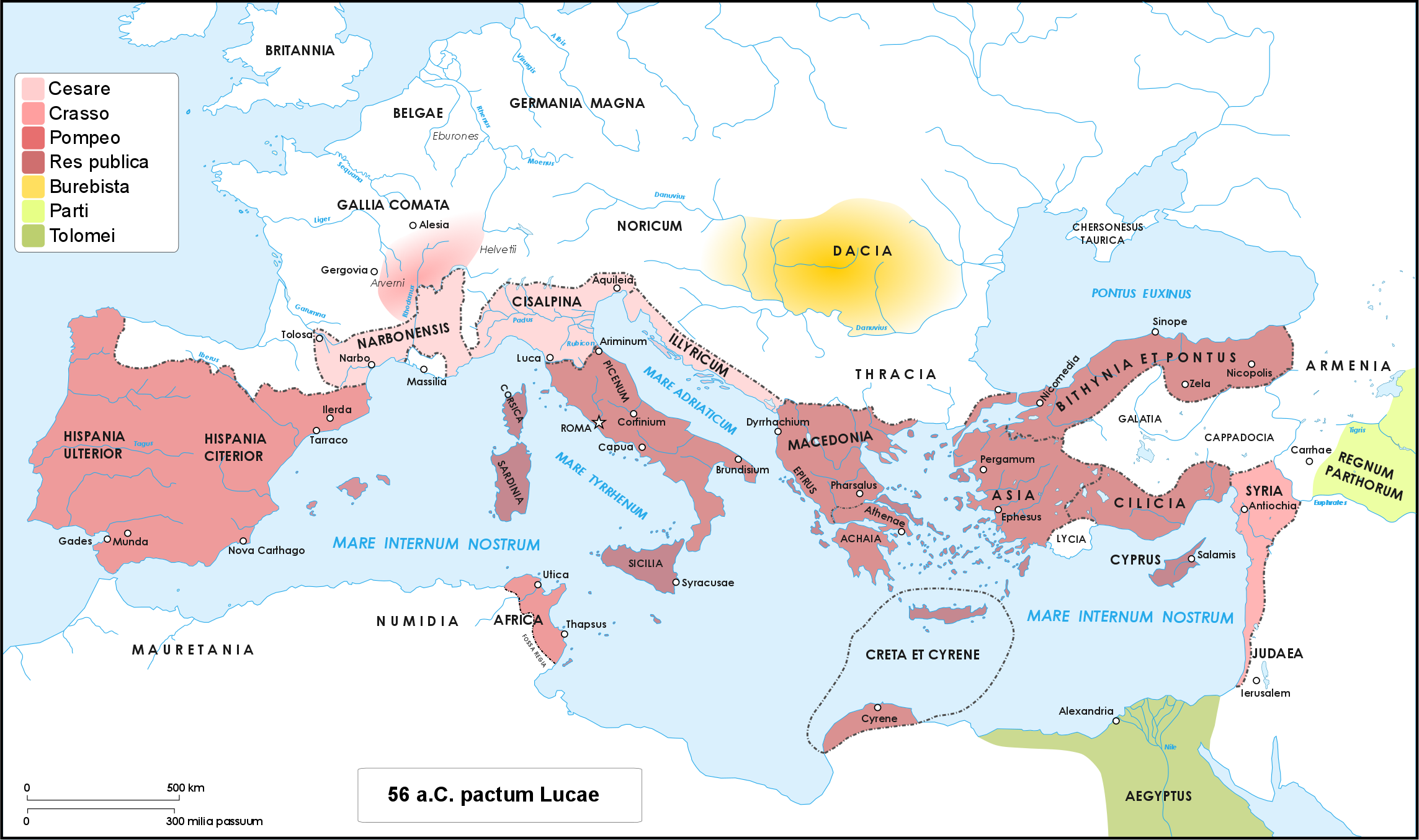
Il mondo romano all'epoca del primo triumvirato e degli accordi di Lucca tra Cesare, Crasso e Pompeo nel 56 a.C.

Durante il consolato, grazie all'appoggio dei triumviri, Cesare ottenne con la lex Vatinia del 1º marzo il proconsolato delle province della Gallia Cisalpina e dell'Illirico per cinque anni, con un esercito composto da tre legioni (VII, VIII e VIIII). Poco dopo un senatoconsulto gli affidò anche la vicina provincia della Narbonense, il cui proconsole, Quinto Cecilio Metello Celere, era morto all'improvviso, e la X legione.
Il fatto che a Cesare fosse stata attribuita inizialmente la provincia dell'Illirico nel suo imperium, con la dislocazione all'inizio del 58 a.C. di ben tre legioni ad Aquileia, potrebbe significare che egli intendeva recarvisi in cerca di gloria e ricchezze, con cui accrescere il suo potere, la sua influenza militare e politica con campagne oltre le Alpi Carniche fin sul Danubio, sfruttando la crescente minaccia delle tribù della Dacia che si erano riunite sotto il loro re Burebista.
Burebista aveva infatti guidato il suo popolo alla conquista dei territori a occidente del fiume Tisza, oltrepassando il Danubio e sottomettendo l'intera area dove si estende l'attuale pianura ungherese, ma soprattutto avvicinandosi pericolosamente all'Illirico e alla stessa Italia. La sua avanzata si arrestò improvvisamente, forse per il timore di un possibile intervento diretto romano nell'area balcano-carpatica. E così, invece di continuare nella sua marcia verso Occidente, Burebista tornò nelle sue basi in Transilvania. Il cessato allarme sul fronte orientale, indusse Cesare a rivolgere le proprie attenzioni verso la Gallia.
Il Senato sperava con le sue mosse di allontanare il più possibile Cesare da Roma, proprio mentre egli stava acquisendo una sempre maggiore popolarità. Quando lo stesso Cesare promise di fronte al Senato di compiere grandi azioni e riportare splendidi trionfi in Gallia, uno dei suoi detrattori, per insultarlo, urlò che ciò non sarebbe stato facile per una donna, alludendo ai costumi sessuali dell'avversario; il proconsole designato rispose allora ridendo che l'essere donna non aveva impedito a Semiramide di regnare sulla Siria e alle Amazzoni di dominare l'Asia. Cesare seppe comprendere le potenzialità che l'incarico affidatogli presentava: in Gallia egli avrebbe potuto conquistare immensi bottini di guerra (con i quali saldare i debiti contratti nelle campagne elettorali), e avrebbe acquisito il prestigio necessario per attuare la sua riforma della res publica.
Prima di lasciare Roma, nel marzo del 58 a.C., Cesare incaricò il suo alleato politico Publio Clodio Pulcro, tribuno della plebe, di fare in modo che Cicerone fosse costretto a lasciare Roma. Clodio fece allora approvare una legge con valore retroattivo che puniva tutti coloro che avevano condannato a morte dei cittadini romani senza concedere loro la provocatio ad populum: Cicerone fu quindi condannato per il suo comportamento in occasione della congiura di Catilina, venne esiliato, e dovette lasciare Roma e la vita politica. In questo modo Cesare cercava di assicurarsi che, in sua assenza, il Senato non prendesse decisioni che compromettessero la realizzazione dei suoi piani. Allo stesso scopo, Cesare si liberò anche di un altro esponente dell'aristocrazia senatoriale, Marco Porcio Catone, che venne allontanato da Roma inviandolo propretore a Cipro. Per evitare inoltre di divenire oggetto delle accuse legali dei suoi avversari, si appellò alla lex Memmia, secondo la quale nessun uomo che si trovava fuori dall'Italia a servizio della res publica poteva subire un processo giuridico. Infine, affidò la gestione dei suoi affari a Lucio Cornelio Balbo, un eques di origine spagnola; per evitare che i messaggi che gli spediva cadessero nelle mani dei suoi nemici Cesare adoperò un codice cifrato, che prese il nome di cifrario di Cesare.

#### Le questioni interne dei Galli: gli Elvezi e i Germani di Ariovisto (58 a.C.)

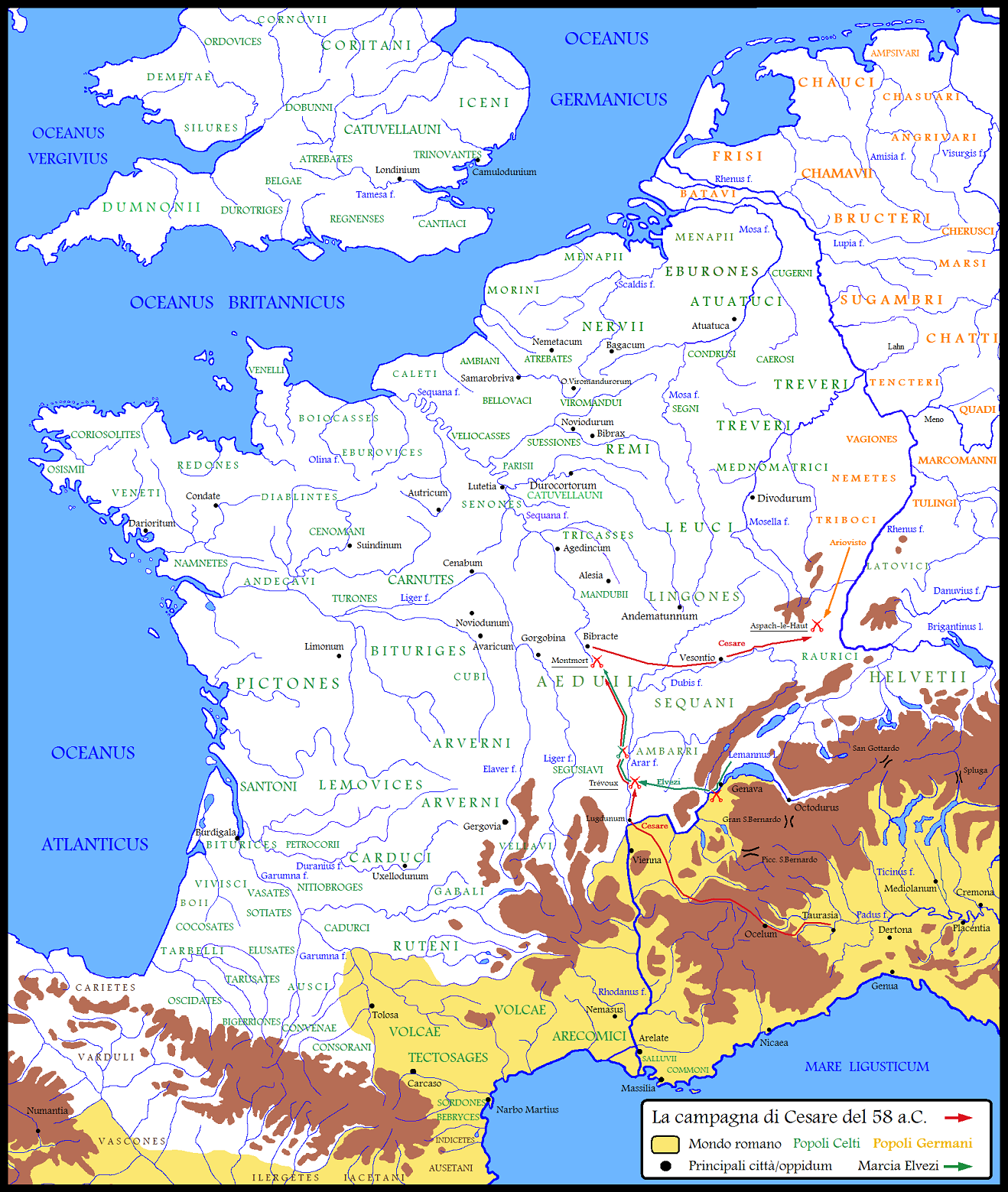
La campagna di Cesare del 58 a.C.

Mentre si trovava ancora a Roma, Cesare venne a sapere che gli Elvezi, stanziati tra il lago di Costanza, il Rodano, il Giura, il Reno e le Alpi retiche, si accingevano ad attraversare il territorio della Gallia Narbonense. C'era dunque il pericolo che essi, al loro passaggio sul territorio romano, compissero razzie e incitassero alla rivolta il popolo che ivi risiedeva, gli Allobrogi; i territori che si sarebbero svuotati, potevano poi divenire meta delle migrazioni di altri popoli germanici, che si sarebbero trovati a vivere al confine con lo Stato romano, dando origine a un pericolo da non sottovalutare.
Il 28 marzo Cesare, avuta notizia che gli Elvezi, bruciate le loro città, erano giunti sulle rive del Rodano, fu costretto a precipitarsi in Gallia, dove giunse il 2 aprile, dopo pochissimi giorni di viaggio. Disponendo solo della decima legione, insufficiente a contrastare un popolo di 368 000 individui (tra cui si contavano 92 000 uomini in armi), fece distruggere il ponte sul Rodano per impedire che gli Elvezi lo attraversassero, e cominciò a reclutare in tutta la provincia forze ausiliarie, disponendo, inoltre, la creazione di due nuove legioni nella Gallia Cisalpina e ordinando a quelle stanziate ad Aquileia di raggiungerlo al più presto.
Gli Elvezi inviarono a Cesare dei messaggeri che chiesero l'autorizzazione ad attraversare pacificamente la Gallia Narbonense; Cesare, però, temendo che una volta in territorio romano quelli si abbandonassero a razzie, gliela rifiutò, dopo aver fatto fortificare la riva del Rodano. Gli Elvezi, allora, decisero di attraversare il territorio dei Sequani; Cesare tuttavia, non si disinteressò della questione e, adducendo tra i vari pretesti le devastazioni compiute dagli Elvezi stessi ai danni degli Edui, alleati dei Romani, si decise ad affrontarli, e li sconfisse irreparabilmente nella battaglia di Bibracte.
Una volta sconfitti, agli Elvezi fu dato ordine di tornare nel loro territorio d'origine, in modo da evitare che questo venisse occupato da popoli germanici provenienti dalle zone del Reno e del Danubio.

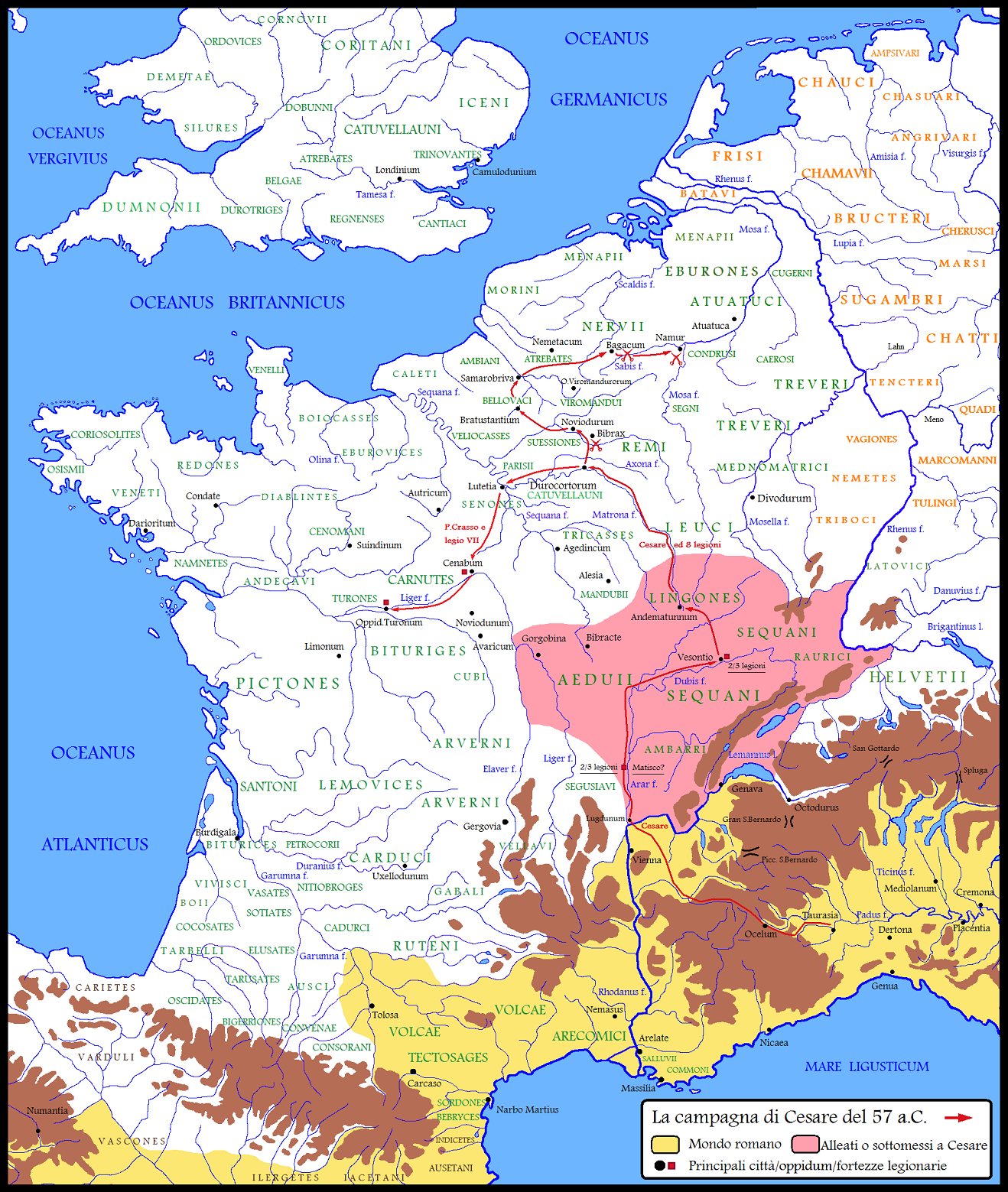
La campagna di Cesare del 57 a.C.

I Galli chiesero allora a Cesare la possibilità di riunirsi in un'assemblea generale per fronteggiare il problema dell'invasione dei Germani guidati da Ariovisto. Questi aveva già invaso la Gallia in precedenza ma, pur avendo ottenuto la vittoria, era stato convinto dal Senato a rientrare entro i propri confini, ottenendo il titolo di rex atque amicus populi Romani. Quando i Galli, al termine dell'assemblea, chiesero a Cesare di aiutarli a ricacciare l'invasore oltre il Reno, lo stesso Cesare propose ad Ariovisto di stipulare un accordo. Il re germano rifiutò, e Cesare decise di affrontarlo. Le legioni, però, intimorite dalla fama di imbattibilità che i Germani avevano guadagnato, sembravano sul punto di rifiutare il combattimento e ammutinarsi; Cesare, allora, disse che avrebbe sfidato Ariovisto portando con sé solo la fedelissima decima legione, e le altre, per dimostrare il loro valore, accettarono allora di seguirlo.
Il generale romano avanzò verso Ariovisto, che aveva attraversato il Reno e l'Ill e, dopo un ultimo fallimentare negoziato, si decise a dare battaglia, presso l'odierna Mulhouse, ai piedi dei Vosgi. I Germani furono duramente sconfitti e massacrati dalla cavalleria romana mentre tentavano di salvarsi attraversando il fiume.
Con la vittoria su Ariovisto, Cesare, fermate le invasioni germaniche e posto il Reno come confine tra la Gallia e la Germania stessa, salvò le popolazioni galliche dal pericolo dell'invasione, stabilendo così una propria egemonia sul territorio.

#### La sottomissione dei Belgi e dei popoli della costa atlantica (57-56 a.C.)
Dopo aver svernato nella Gallia Cisalpina, nel 57 a.C., avvalendosi dell'aiuto degli alleati Edui e delle due nuove legioni che aveva fatto arruolare, Cesare decise di portare la guerra nel nord della Gallia. Qui i Belgi erano da tempo pronti all'attacco, consci del fatto che se Cesare si fosse completamente impossessato della Gallia avrebbero perso la loro autonomia.
Il generale, radunate le forze, marciò allora verso il nord, dove i Belgi si erano radunati in un unico esercito di oltre 300 000 uomini. Raggiuntili, diede battaglia e li sconfisse una prima volta vicino a Bibrax presso il fiume Axona, provocando loro molte perdite.
Cesare avanzò ancora, quando altri Belgi, in massima parte Nervi, decisero di unirsi nuovamente per combattere l'esercito romano. Essi attaccarono di sorpresa l'esercito romano, ma Cesare seppure con grandi difficoltà riuscì a respingerli e a contrattaccare, capovolgendo le sorti della battaglia: ottenne infatti la vittoria, riuscendo a uccidere moltissimi nemici. Portate a termine altre brevi operazioni, Cesare poté dirsi padrone dell'intera Gallia Belgica, e all'arrivo dell'inverno tornò nuovamente nella Gallia Cisalpina.
Nel 56 a.C. a insorgere furono i popoli della costa atlantica, dopo che Cesare aveva mandato il giovane Publio Licinio Crasso a esplorare le coste della Britannia, lasciando così intuire il suo progetto di espansione verso nord-ovest. Per contrastare gli insorti, Cesare fece allestire una flotta di navi da guerra sulla Loira e dopo aver inviato i propri uomini nei punti nevralgici della Gallia per evitare ulteriori ribellioni si diresse verso la Bretagna, per combattere i Veneti. Dopo aver espugnato alcune città nemiche, egli decise di attendere la flotta appena costruita, che giunse al comando di Decimo Giunio Bruto Albino. Con essa poté facilmente avere la meglio sui Veneti presso Quiberon, e, dopo averli sconfitti, li fece uccidere o ridurre in schiavitù, per punire la condotta incresciosa che avevano tenuto nei riguardi degli ambasciatori romani.

#### Le spedizioni in Germania e in Britannia e i primi segnali di rivolta (55-53 a.C.)
Nel 55 a.C. i popoli germanici degli Usipeti e dei Tencteri, che assieme costituivano una massa di 430 000 uomini, si spinsero fino al Reno e occuparono le terre dei Menapi. Cesare, allertato dalla possibilità di un'avanzata germanica in Gallia, si affrettò a raggiungere la Belgica, e impose loro di tornare oltre il Reno. Quando questi si ribellarono agli accordi, Cesare ne fece imprigionare a tradimento gli ambasciatori e ne assaltò a sorpresa gli accampamenti, uccidendo quasi 200 000 tra uomini, donne e bambini. L'azione, particolarmente cruenta, suscitò la sdegnata reazione di Catone, che propose al Senato di consegnare Cesare ai Galli, in quanto colpevole di aver violato i diritti degli ambasciatori. Il Senato, invece, proclamò una lunghissima supplicatio di ringraziamento di ben quindici giorni. Subito Cesare, costruito in gran fretta un ponte di legno sul Reno, condusse una breve spedizione in Germania per intimidire gli abitanti del luogo e scoraggiare altri eventuali tentativi di invasione.
Nell'estate del 55 a.C., Cesare decise di invadere la ricca e misteriosa Britannia. Dopo alcune operazioni preventive, salpò con ottanta navi e due legioni per sbarcare nei pressi di Dover, poco lontano da dove lo attendeva l'esercito nemico. Dopo un duro combattimento, i Britanni furono sconfitti e decisero di sottomettersi a Cesare, ma tornarono quasi subito alla ribellione, non appena appresero che parte della flotta romana era stata danneggiata dalle tempeste, che impedivano l'arrivo di rinforzi. Attaccati di nuovo i Romani, i Britanni risultarono, però, nuovamente sconfitti, e furono costretti a chiedere la pace e a consegnare numerosi ostaggi. Cesare tornò allora in Gallia, dove dislocò le legioni negli accampamenti invernali; intanto, però, molti dei Britanni si rifiutarono di inviare gli ostaggi promessi, e Cesare cominciò a programmare una nuova campagna.
Nel 54 a.C., assicuratosi la fedeltà della Gallia, il generale salpò nuovamente verso la Britannia con ottocento navi e cinque legioni. Sbarcò senza incontrare nessuna resistenza, ma, non appena si fu accampato, venne attaccato dai Britanni guidati da Cassivellauno, che sconfisse in due diverse battaglie. Cesare decise allora di portare la guerra nelle terre dello stesso Cassivellauno, oltre il Tamigi, e attaccò fulmineamente i nemici: dopo che ebbe riportato delle facili vittorie, molte tribù gli si sottomisero e Cassivellauno, sconfitto, fu costretto ad avviare le trattative di pace, che stabilirono che egli avrebbe offerto ogni anno un tributo e degli ostaggi a Roma. Cesare si ritirò allora dalla Britannia stabilendo numerosi rapporti di clientela che posero la base per la conquista dell'isola nel 43 d.C.
Il proconsole dislocò le sue legioni negli hiberna, quando già in più zone si respirava aria di rivolta. Il capo degli Eburoni, Ambiorige, in particolare, decise di prendere d'assedio un accampamento e, convinti con l'inganno i soldati a uscire allo scoperto, li aggredì, massacrando quindici coorti. Spinto dal successo, attaccò un altro accampamento, retto da Quinto Cicerone; questi si comportò in modo prudente, e attese l'arrivo di Cesare, che mise in fuga l'esercito nemico di 60 000 uomini. Contemporaneamente, anche il luogotenente di Cesare, Tito Labieno, fu attaccato dai Treviri, guidati da Induziomaro ma, sebbene in svantaggio numerico, li sconfisse, uccidendo anche lo stesso capo Induziomaro.
All'inizio del 53 a.C., Cesare portò il numero delle sue legioni a dieci, arruolandone una ex novo e ricevendone un'altra da Pompeo. Fermata una rivolta nella Belgica, marciò contro Treviri, Menapi ed Eburoni, affidando parte delle truppe al luogotenente Tito Labieno. Lo stesso Cesare sottopose a crudeli razzie le terre dei Menapi, che furono costretti a sottometterglisi, mentre Labieno, mediante vari stratagemmi, poté avere facilmente la meglio sui Treviri e sugli Eburoni. Venuto a conoscenza delle vittorie del suo luogotenente, Cesare decise di passare di nuovo il Reno, costruendovi un nuovo ponte, per punire i Germani che avevano appoggiato la rivolta gallica ed evitare che dessero ospitalità ai promotori della rivolta stessa. Accortosi del rischio che avrebbe corso inoltrandosi in territori a lui sconosciuti, decise di tornare indietro lasciando in piedi il ponte (con l'eccezione della parte terminale) come monito della potenza romana. Decise dunque di condurre l'intero esercito contro gli Eburoni e il loro capo Ambiorige; i popoli limitrofi, impauriti dall'entità delle forze dei Romani, accettarono di sottomettersi a Cesare, e Ambiorige si ritrovò così isolato. Molti Galli, anzi, si unirono ai Romani e cominciarono a combattere gli Eburoni; questi, non senza reagire, furono gradualmente sconfitti e massacrati, così che alla fine dell'estate Cesare poté ritenere vendicate le sue quindici coorti.

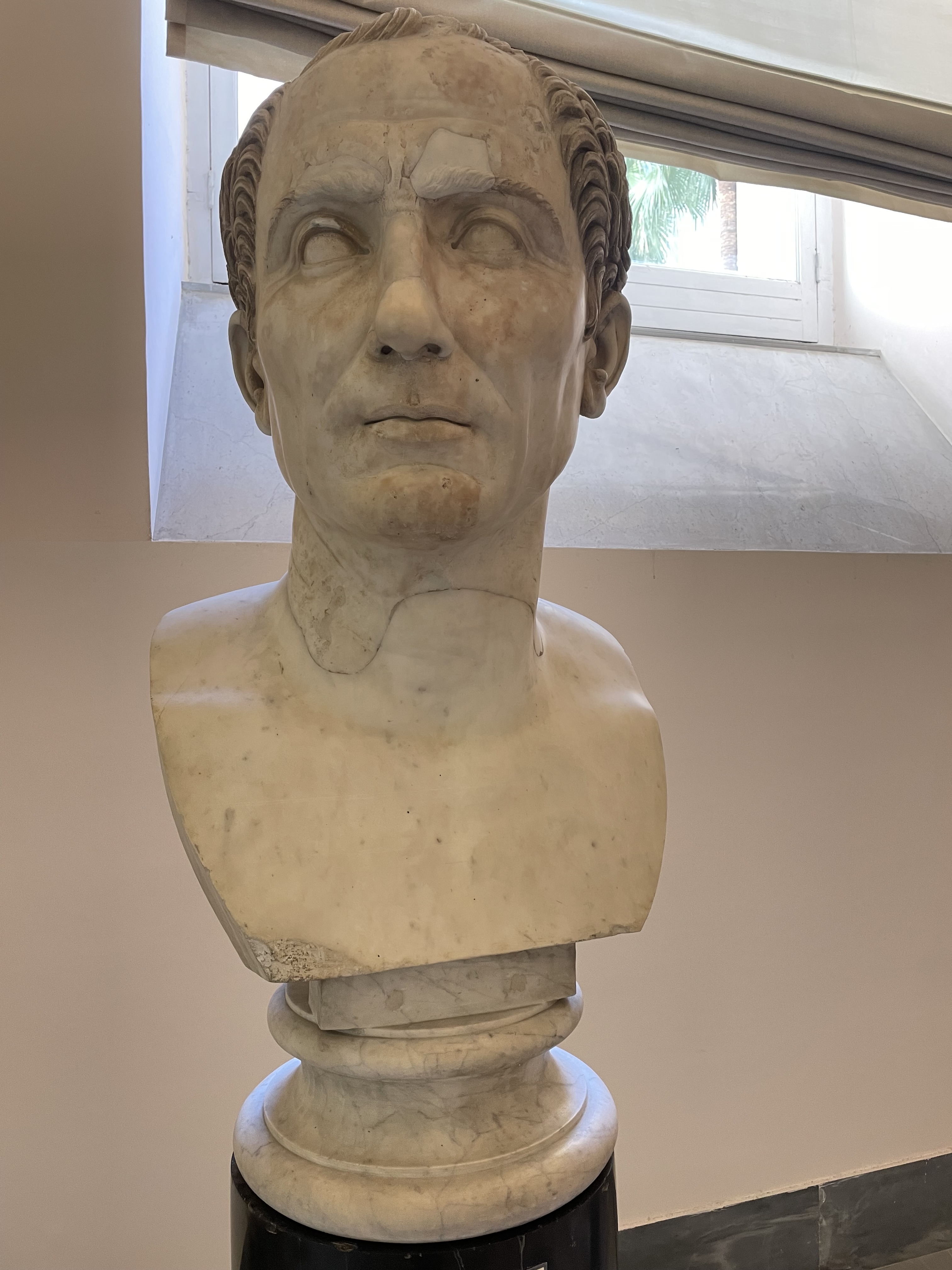
Busto di Giulio Cesare del 50 a.C. (Museo archeologico nazionale di Napoli)

#### Dalla rivolta di Vercingetorige alla definitiva sottomissione della Gallia (52-50 a.C.)

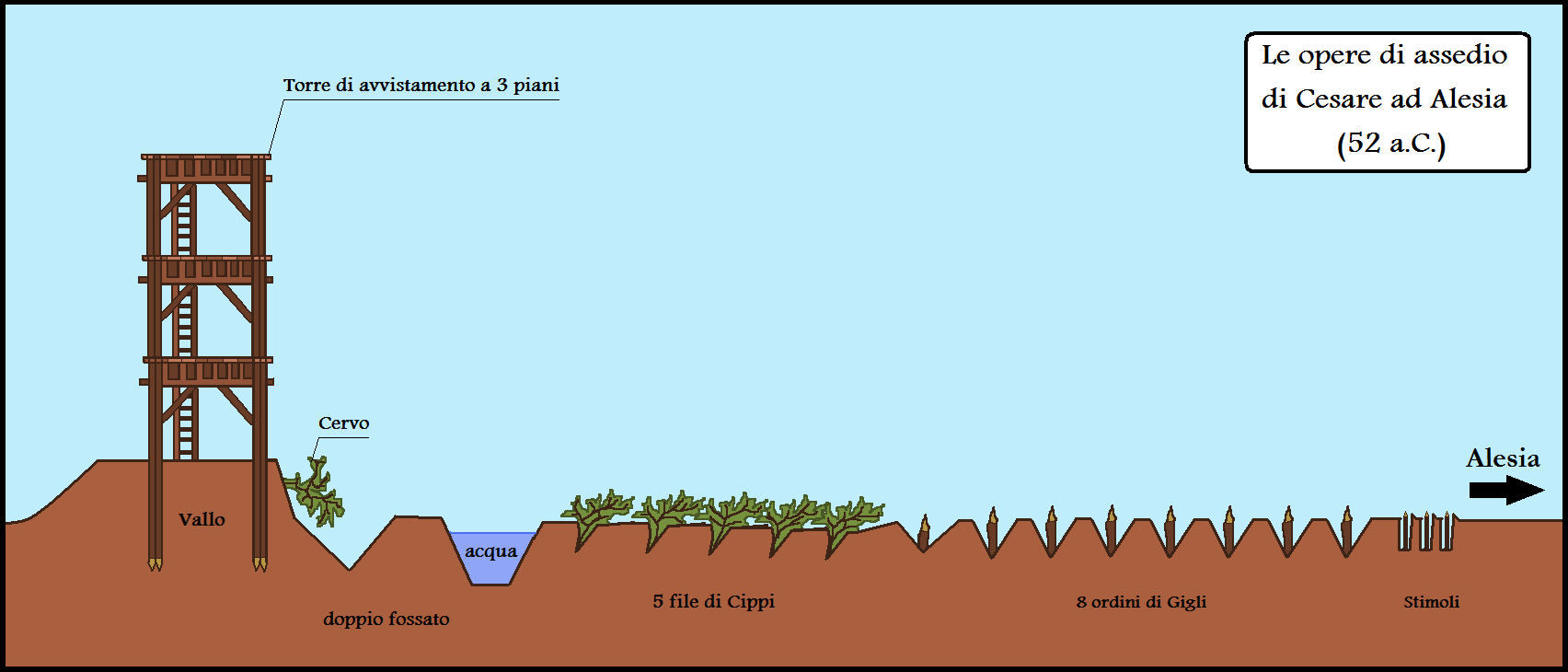
Le opere di fortificazione costruite da Cesare ad Alesia

Ultimo atto della guerra di Gallia fu la rivolta guidata dal capo degli Arverni Vercingetorige, attorno al quale si strinsero tutti i popoli celti, inclusi gli "storici" alleati dei Romani, gli Edui.
La rivolta ebbe inizio dalle azioni dei Carnuti, ma ben presto a prenderne il comando fu Vercingetorige che, eletto re degli Arverni, si guadagnò l'alleanza di tutti i popoli limitrofi. Cesare, allertato, si affrettò a tornare in Gallia, lasciando la Pianura Padana dove si trovava a svernare. Vercingetorige decise di marciargli contro, ma il proconsole in risposta cinse d'assedio la città di Avarico: riuscì a espugnarla dopo quasi un mese con l'ausilio di imponenti opere di ingegneria militare, mentre il re degli Arverni, benché potesse contare su un esercito ben più numeroso di quello di Cesare, si sottrasse allo scontro. Fu quindi costretto ad assistere impotente al massacro di tutta la popolazione della città (oltre 40 000 Galli tranne 800 persone che riuscirono a fuggire), ma riuscì a ottenere l'appoggio di altre popolazioni galliche.

La resa di Vercingetorige secondo Lionel-Noël Royer (Le Puy-en-Velay, Museo Crozatier, 1899)

Affidato ai luogotenenti l'incarico di occuparsi del resto della Gallia, Cesare puntò su Gergovia, capitale degli Arverni, dove Vercingetorige si era asserragliato. Sconfitto, anche se di misura, in uno scontro, Cesare fu costretto a togliere l'assedio, preoccupato dalle voci che gli annunciavano una defezione degli Edui, suoi storici alleati. Intanto Vercingetorige, che si vide confermare il comando della guerra dall'assemblea pangallica, evitò nuovamente una vera battaglia in campo aperto, e decise di rinchiudersi nella città di Alesia.
Lì Cesare lo raggiunse e fece costruire una doppia linea di fortificazione che si estendeva per oltre 17 chilometri: egli, infatti, si aspettava l'arrivo di un esercito di rinforzo, e temeva che i suoi 50 000 legionari potessero rimanere schiacciati tra le forze nemiche. Difatti, dopo oltre un mese, a sostegno dei 60 000 assediati giunsero altri 240 000 armati, che attaccarono le dieci legioni di Cesare: egli, guidando l'esercito in prima persona assieme a Labieno, ottenne una decisiva vittoria e costrinse Vercingetorige a consegnarsi.
Finiva così la ribellione gallica, e Roma poteva dirsi ormai padrona di una nuova immensa estensione territoriale. Tra il 51 e il 50 a.C., Cesare non ebbe infatti che da sedare alcune rivolte locali, e poté riconciliarsi con le tribù che aveva combattuto: nel 50, infine, dichiarò la Gallia, ormai totalmente in suo possesso, provincia romana, e nel 49 a.C. le sue legioni poterono finalmente tornare in Italia.

### La guerra civile (49-45 a.C.)
(Affermazione di Marco Tullio Cicerone su Giulio Cesare alla vigilia della guerra civile.)
Dopo aspri dissensi con il Senato, Cesare varcò in armi il fiume Rubicone, che segnava il confine politico dell'Italia; il Senato, di contro, si strinse attorno a Pompeo e, nel tentativo di difendere le istituzioni repubblicane, decise di dichiarare guerra a Cesare (49 a.C.). Dopo alterne vicende, i due contendenti si affrontarono a Farsalo, dove Cesare sconfisse irreparabilmente il rivale. Pompeo cercò quindi rifugio in Egitto, ma lì fu ucciso (48 a.C.). Anche Cesare si recò perciò in Egitto, e lì rimase coinvolto nella contesa dinastica scoppiata tra Cleopatra VII e il fratello Tolomeo XIII: risolta la situazione, riprese la guerra, e sconfisse il re del Ponto Farnace II a Zela (47 a.C.). Partì dunque per l'Africa, dove i pompeiani si erano riorganizzati sotto il comando di Catone, e li sconfisse a Tapso (46 a.C.). I superstiti trovarono rifugio in Spagna, dove Cesare li raggiunse e li sconfisse, questa volta definitivamente, a Munda (45 a.C.).

#### Dal Rubicone a Farsalo (49-48 a.C.)

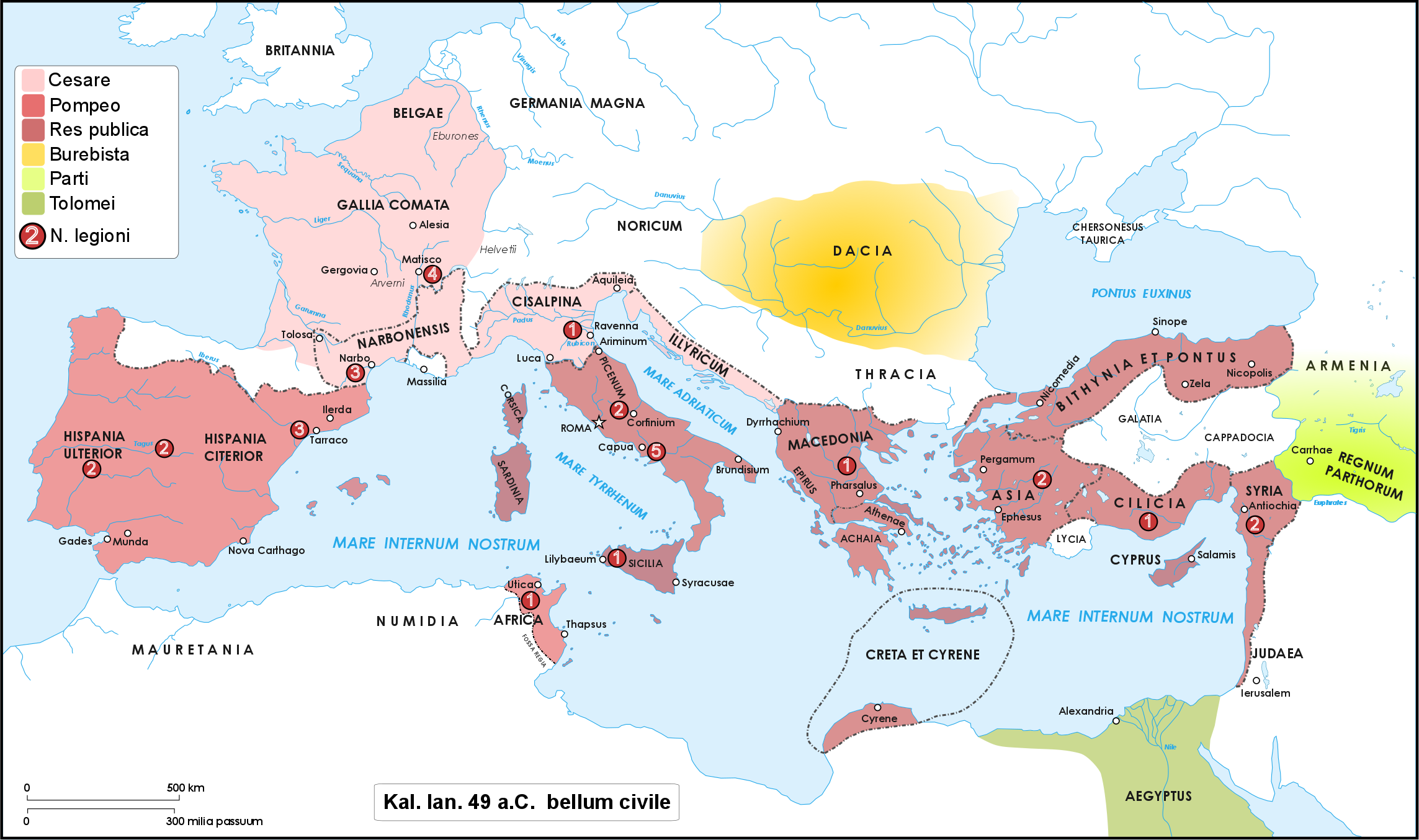
Il mondo romano allo scoppio della guerra civile (1º gennaio 49 a.C.). Sono inoltre evidenziate le legioni distribuite per provincia

Il patto triumvirale, che aveva legato Cesare a Pompeo e Crasso, era ormai del tutto inesistente, da quando Crasso, come era stato deciso nel 55 a.C. in un incontro tra i tre triumviri a Lucca (dove Cesare si era visto prorogare per un altro quinquennio il proconsolato nelle Gallie), si era recato in Siria a combattere i Parti ed era morto a Carre (53 a.C.).
Il Senato, intimorito dai successi di Cesare, aveva dunque deciso di favorire Pompeo, nominandolo consul sine collega nel 52 a.C., perché frenasse le ambizioni del suo vecchio alleato. Anche negli anni seguenti il Senato aveva fatto in modo che i consoli eletti fossero sempre appartenenti alla factio dei pompeiani e che osteggiassero dunque le mosse del proconsole di Gallia; Cesare, di contro, aveva in mente di ottenere il consolato per il 49 a.C., in modo da poter tornare a Roma senza divenire oggetto di procedure penali e, una volta rientrato nell'Urbe, impadronirsi del potere. Per questo, nel 50 a.C., gestendo le sue scelte politiche dalla Gallia Cisalpina, richiese al Senato la possibilità di candidarsi al consolato in absentia, ma se la vide nuovamente negare, come già era successo nel 61 a.C. Comprese le intenzioni del Senato, Cesare "neutralizzò" il console pompeiano Lucio Emilio Paolo, e fece avanzare ai suoi tribuni della plebe Marco Antonio e Gaio Scribonio Curione (che aveva attirato a sé saldandone i debiti) una proposta che prevedeva che tanto lui quanto Pompeo avrebbero sciolto le loro legioni entro la fine dell'anno. Il Senato, invece, ingiunse a entrambi i generali di inviare una legione per la progettata spedizione contro i Parti, mentre elesse consoli per il 49 a.C. Lucio Cornelio Lentulo Crure e Gaio Claudio Marcello, feroci avversari di Cesare. Questi fu dunque costretto a lasciare andare una delle sue legioni, che si radunò con quella offerta da Pompeo nel Sud dell'Italia; gli uomini di Cesare, tuttavia, svolsero un importante lavoro di disinformazione, convincendo Pompeo che il loro amato generale era in realtà odiato dai suoi soldati per il suo comportamento dispotico. Cesare, intanto, ordinò ad Antonio e Curione di avanzare una nuova proposta in Senato, chiedendo di poter restare proconsole delle Gallie conservando solo due legioni e candidandosi in absentia al consolato. Sebbene Cicerone fosse favorevole alla ricerca di un compromesso, il Senato, spinto da Catone, rifiutò la proposta di Cesare, ordinando anzi che sciogliesse le sue legioni entro la fine del 50 a.C. e tornasse a Roma da privato cittadino per evitare di divenire hostis publicus. Cesare ordinò allora ai tribuni della plebe di osteggiare, tramite il diritto di veto, il Senato, ma questi, al principio del 49 a.C., furono costretti a scappare da Roma. Cesare allora decise di varcare con le sue legioni il confine politico della penisola italiana, il fiume Rubicone. Il 9 gennaio ordinò a cinque coorti di marciare fino alla riva del fiume, e il giorno successivo lo attraversò, pronunciando la storica frase "Alea iacta est".

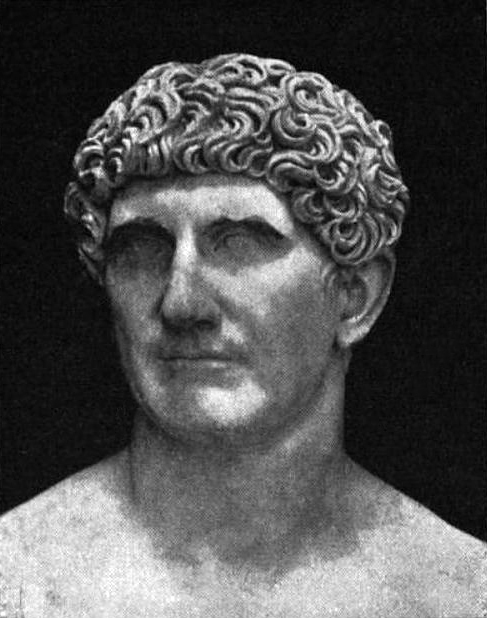
Il tribuno della plebe alleato di Cesare, Marco Antonio

Con quest'atto Cesare dichiarò ufficialmente guerra al Senato e alla res publica, divenendo nemico dello Stato romano. Si diresse verso sud spostandosi lungo la costa adriatica, nella speranza di poter raggiungere Pompeo prima che lasciasse l'Italia, per tentare di riconciliarsi con lui; Pompeo, al contrario, allarmato anche dalla caduta di numerose città, tra cui Corfinio, che si erano opposte a Cesare, si rifugiò in Apulia, con l'obiettivo di raggiungere assieme alla sua flotta la penisola balcanica. L'inseguimento da parte dello stesso Cesare fu inutile, in quanto Pompeo riuscì a scappare assieme ai consoli in carica e a gran parte dei senatori a lui fedeli, e a mettersi in salvo a Durazzo. Cesare allora, rientrato il 1º aprile a Roma dopo anni di assenza, s'impossessò delle ricchezze contenute nell'erario e, a una sola settimana dal ritorno, decise poi di marciare contro la Spagna (che gli accordi di Lucca avevano assegnato a Pompeo); giunto in Provenza, lasciò tre legioni al comando di Decimo Bruto e Gaio Trebonio con l'incarico di assediare Marsiglia, che cadde in mano ai cesariani solo dopo mesi di assedio. Egli invece proseguì verso la penisola iberica, dove combatté contro i tre legati di Pompeo che amministravano la regione: dopo mesi di scontri riuscì ad avere la meglio e poté tornare in Italia.
Retta per soli undici giorni, all'inizio di dicembre, la dittatura e ottenuta l'elezione al consolato per il 48 a.C., Cesare decise di attaccare Pompeo nella penisola balcanica, salpando da Brindisi nel gennaio del 48 a.C. assieme al suo luogotenente Marco Antonio. Il primo scontro con i pompeiani si ebbe a Durazzo, dove Cesare subì una pericolosa sconfitta di cui Pompeo non seppe approfittare. Si arrivò allo scontro in campo aperto, però, solo il 9 agosto, presso Farsalo: qui le forze di Pompeo, ben più numerose, furono sconfitte, e i pompeiani furono costretti a consegnarsi a Cesare, sperando nella sua clemenza, o a fuggire.
Pompeo cercò rifugio in Egitto, presso il faraone Tolomeo XIII, suo vassallo, ma il 28 settembre, per ordine dello stesso faraone, fu ucciso. Cesare, che si era lanciato all'inseguimento del rivale, se ne vide presentare pochi giorni dopo la testa imbalsamata.

#### DalBellum Alexandrinuma Munda (48-45 a.C.)
In Egitto era in corso una contesa dinastica tra lo stesso Tolomeo XIII e la sorella Cleopatra VII. Cesare, nell'intento di punire il faraone per l'uccisione di Pompeo, decise di riconoscere come sovrana del Paese Cleopatra, con la quale intrattenne una relazione amorosa e generò un figlio, Tolomeo XV, meglio noto come Cesarione. La scelta di Cesare non fu ben accolta dalla popolazione di Alessandria d'Egitto, che lo costrinse a rinchiudersi con Cleopatra nel palazzo reale; qui il generale romano, disponendo di pochissimi soldati, fu costretto a costruire opere di fortificazione, e a rimanere bloccato nel palazzo fino all'arrivo dei rinforzi. Tentò più volte di rompere l'assedio usando le poche navi che aveva a disposizione, ma fu sempre respinto e durante uno di questi combattimenti, addirittura, saltato giù dalla sua nave distrutta, fu costretto a mettersi in salvo a nuoto, tenendo un braccio, in cui reggeva i suoi Commentari, fuori dall'acqua. Per evitare che Achilla (generale alessandrino) si potesse impossessare delle poche navi rimaste le fece incendiare, nell'incendio venne probabilmente danneggiata la famosa biblioteca di Alessandria, che conteneva testi unici e d'inestimabile valore. Dopo mesi di assedio, Cesare fu liberato e poté riprendere attivamente la guerra contro i pompeiani, che si erano ormai riorganizzati: il re del Ponto Farnace II, a suo tempo alleato di Pompeo, aveva attaccato i possedimenti romani, mentre molti esponenti della nobilitas senatoriale si erano rifugiati, sotto il comando di Catone l'Uticense, in Africa.
Cesare decise di recarsi nel Ponto per combattere Farnace II, che aveva sconfitto le scarne guarnigioni romane: dopo alcuni fallimentari tentativi di trattativa, Cesare mosse contro Farnace a Zela, dove lo sconfisse senza nessuna fatica, costringendolo a ritirarsi verso nord. Qui Farnace tentò di riorganizzarsi reclutando nuove truppe, ma fu sconfitto e ucciso da un suo ex collaboratore.
Ristabilita la pace in Oriente, nell'ottobre del 47 a.C. Cesare tornò a Roma, dove alcune legioni al comando di Marco Antonio si stavano ribellando, in attesa della somma di denaro che lo stesso Cesare aveva promesso loro prima della battaglia di Farsalo. Con un'abile mossa, Cesare fece leva sull'orgoglio dei legionari e sull'attaccamento che provavano verso di lui per convincerli a rimanere al suo servizio, e con essi partì per l'Africa dove giunse il 28 dicembre.
Qui i pompeiani, che erano sotto la guida di Catone, avevano radunato un grande esercito, affidato a Tito Labieno e Quinto Cecilio Metello Pio Scipione Nasica, e avevano stretto alleanza con il re di Numidia Giuba I. Dopo alcune scaramucce, Cesare diede battaglia presso Tapso, dove il 6 aprile 46 a.C. sconfisse l'esercito avversario. Catone, venuto a sapere della sconfitta, si suicidò a Utica. Labieno e i due giovani figli di Pompeo, Gneo e Sesto, riuscirono invece a evitare la cattura e a rifugiarsi in Spagna.
Pacificata l'Africa, Cesare poté tornare a Roma il 25 luglio del 46 a.C., dove fu gioiosamente accolto dalla popolazione: la pace sembrava essere tornata, e l'Italia non aveva dovuto essere il teatro di nuove violenze, come lo era stata durante le precedenti guerre civili. Di Cesare, anzi, si lodava la clemenza, che lo aveva spinto a risparmiare e accogliere presso di sé tutti i pompeiani che gli si erano presentati dopo Farsalo, e a evitare nuovi eccidi come le proscrizioni sillane, di cui aveva rischiato di rimanere vittima nella giovinezza. Giunto a Roma, inoltre, poté annunciare l'annessione delle Gallie e della Numidia e la conferma del protettorato sull'Egitto, assicurando così all'Urbe un migliore rifornimento di generi alimentari (tra cui il grano e l'olio), che allontanava il pericolo di carestie e altri eventuali problemi di approvvigionamento.

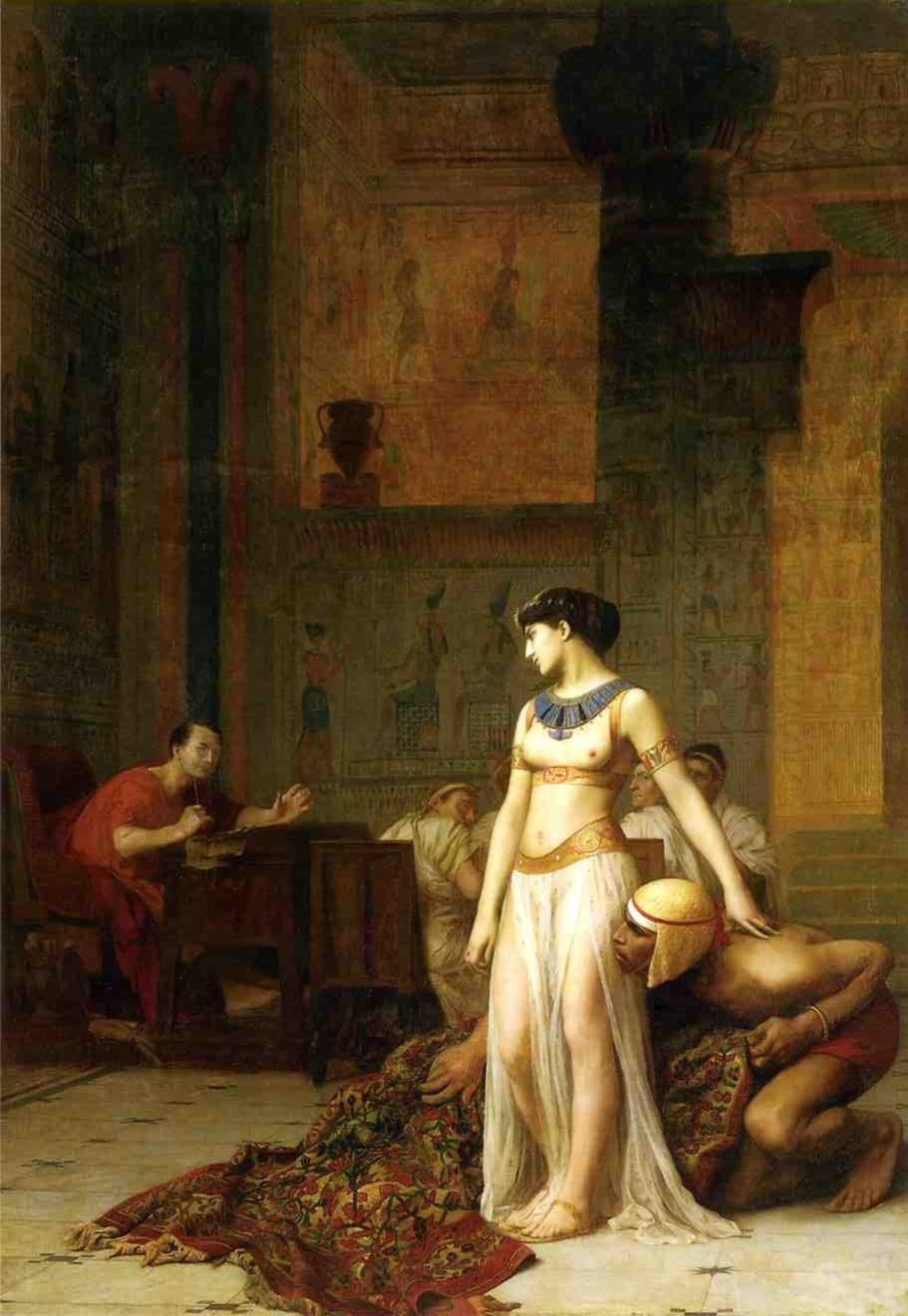
Cesare e Cleopatra durante il soggiorno alessandrino, da un dipinto di Jean-Léon Gérôme

Tra l'agosto e il settembre del 46 a.C., celebrò quattro trionfi, uno per ciascuna campagna militare che aveva con successo portato a termine: quella di Gallia, quella in Egitto, quella nel Ponto contro Farnace II e quella in Africa. In ciascuna occasione Cesare, vestito di abiti di porpora, percorse sul carro trionfale la via Sacra, mentre dietro di lui scorrevano i legionari, il bottino e i prigionieri. I soldati, in particolare, durante la processione, declamavano versi di lode e scherno nei confronti del generale, prendendone ora in giro i costumi sessuali e celebrandone ora le vittorie: sono un esempio il carmen triumphale di cui sotto o il cartello che recava la scritta Veni, vidi, vici (Venni, vidi, vinsi), e che descriveva la fulminea vittoria nel Ponto. Particolarmente suggestiva fu la celebrazione del trionfo sulle Gallie, durante la quale Cesare salì sul Campidoglio sfilando tra quaranta elefanti che reggevano dei candelabri. A ornare il corteo, in quell'occasione, ci fu Vercingetorige che, catturato da Cesare ad Alesia, era da cinque anni rinchiuso in prigione; terminata la celebrazione fu subito strangolato.
In occasione dei trionfi, Cesare offrì agli abitanti di Roma rappresentazioni teatrali, corse, giochi di atletica, lotte tra gladiatori e ricostruzioni di combattimenti terrestri e navali (si trattò delle prime naumachie mai rappresentate a Roma), e organizzò dei banchetti ai quali presero parte oltre duecentomila persone. Utilizzando i bottini delle varie campagne, che ammontavano a oltre seicento milioni di sesterzi, poté finalmente elargire le somme di denaro che aveva da tempo promesso al popolo e ai legionari: ogni abitante dell'Urbe beneficiò di 75 denari, a cui se ne aggiunsero altri 25 come indennizzo per il ritardo nella consegna dei denari stessi; ogni legionario, invece, ricevette 24 000 sesterzi e un lotto di terra. Cesare, infine, annullò le pigioni che ammontavano, a Roma, a meno di 1 000 sesterzi, e quelle che ammontavano, in tutto il resto dell'Italia, a meno di 500.
Contemporaneamente, Cesare poté soddisfare le rivendicazioni dei populares, avviando la riorganizzazione del mondo romano (vedi La dittatura). Ordinò un censimento degli abitanti di Roma in modo da poter migliorare la gestione cittadina, e fondò nuove colonie nelle province dove fece insediare oltre 80 000 tra esponenti del sottoproletariato urbano di Roma e soldati in congedo: in questo modo poté rifondare città come Cartagine e Corinto, distrutte in guerra un secolo prima.
La pace ristabilita dopo Tapso si rivelò quanto mai precaria, e già sul finire del 46 a.C. Cesare fu costretto a recarsi in Spagna, dove i pompeiani si erano ancora una volta riorganizzati sotto il comando dei superstiti della guerra d'Africa, i due figli di Pompeo e Tito Labieno. Si trattò della più difficile e sanguinosa di tutte le campagne della lunga guerra civile, dove l'abituale clemenza lasciò il passo a efferate crudeltà da ambo le parti. La guerra si concluse con la battaglia di Munda, nell'aprile del 45 a.C., dove Cesare affrontò finalmente i suoi avversari sul campo, e li sconfisse irreparabilmente. Si trattò, comunque, della più pericolosa delle battaglie combattute da Cesare, che arrivò persino a disperare della vittoria e a pensare di darsi la morte. Tito Labieno cadde sul campo, mentre Gneo Pompeo fu ucciso poco tempo dopo; solo Sesto riuscì a salvarsi, rifugiandosi in Sicilia. Alla vittoria contribuì, seppure in minima parte, il giovane pronipote dello stesso Cesare, Ottavio, che, giunto in Spagna dopo un lungo periodo di malattia, diede prova del suo valore, spingendo lo zio ad adottarlo nel testamento.
Tornato a Roma nell'ottobre, Cesare, eliminato finalmente ogni oppositore, celebrò il trionfo sui figli di Pompeo che aveva appena sconfitto nella campagna ispanica: si trattava di un qualcosa che non era affatto contemplato dalla tradizione romana, che permetteva la celebrazione di un trionfo solo su genti esterne e non su cittadini romani. Anche Silla, che pure aveva riformato la res publica secondo il suo volere, non aveva celebrato alcun trionfo per le vittorie nella guerra civile contro i populares. Cesare, inoltre, decise di concedere il trionfo anche al nipote Quinto Pedio, infrangendo così anche la tradizione che prevedeva che a ottenere il sommo riconoscimento delle proprie azioni belliche fossero esclusivamente i generali, e non i loro luogotenenti. Il comportamento di Cesare, che apparve anche ai suoi contemporanei come un pericoloso errore politico, turbò profondamente il popolo romano, che vide così festeggiare le distruzione della stirpe del più forte e più sventurato tra i Romani.

### La dittatura
Alla fine della prima campagna di Spagna, nel 49 a.C., Cesare prese il potere a Roma come dictator, titolo che mantenne fino alla morte nel 44 a.C., e ottenne il consolato per l'anno successivo.
Dopo esser stato nominato dictator con carica decennale nel 47 a.C., e detenendo anche il titolo di imperator, fu ripetutamente eletto console nel 46, nel 45 e nel 44 a.C., quando, il 14 febbraio, ottenne anche la carica di dittatore a vita, che sancì definitivamente il suo totale controllo su Roma.

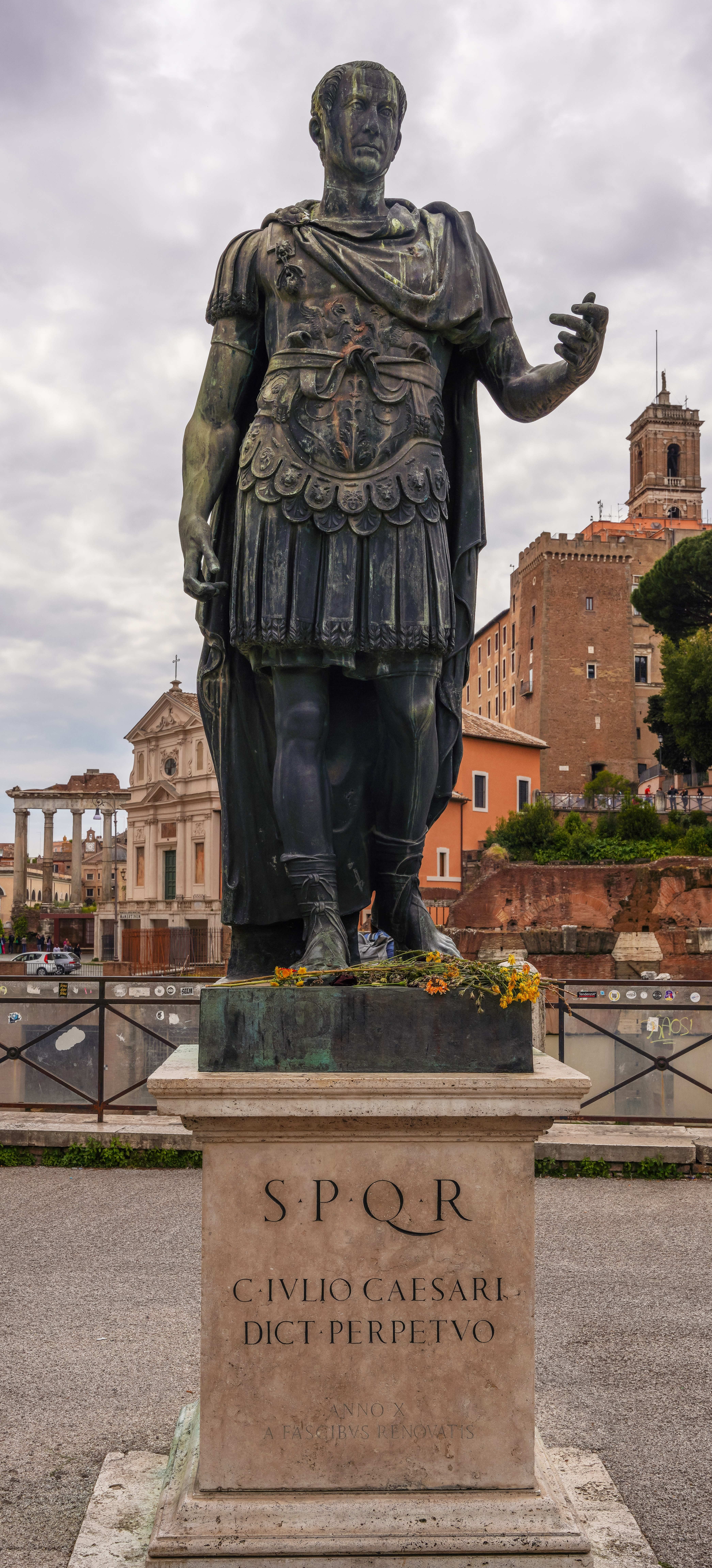
Statua di Giulio Cesare (copia in bronzo in Via dei Fori Imperiali a Roma; l'originale è conservato all'interno del Palazzo Senatorio, nella sala consiliare del Comune di Roma)

Furono erette sue statue a fianco di quelle degli antichi re ed ebbe un trono d'oro in Senato e in Tribunato. Una mattina su una sua statua d'oro collocata presso i rostri venne posto un diadema, ritenuto simbolo di regalità e di schiavitù. Due tribuni della plebe, Lucio e Gaio, sconcertati, fecero togliere il diadema e accusarono Cesare di volersi proclamare re di Roma, ma questi convocò immediatamente il Senato e accusò a sua volta i tribuni di aver posto il diadema per screditarlo e renderlo odioso agli occhi del popolo, che lo avrebbe percepito come il detentore di un potere illegale: i due tribuni vennero dunque destituiti e sostituiti. Ancora più importante fu l'episodio dei Lupercali, un'antica festa durante la quale uomini di ogni età, in vesti succinte, percorrevano le strade dell'Urbe muniti di strisce di pelle di capra con cui colpire chi si trovavano di fronte. Mentre Antonio guidava la processione per il Foro, Cesare vi assisteva dai rostri: gli si avvicinò dunque Licinio, che depose ai suoi piedi un diadema d'oro; il popolo, allora, esortò il magister equitum Lepido a incoronare Cesare, ma questi esitava. Allora, Gaio Cassio Longino, che era a capo della congiura che si andava tessendo contro lo stesso Cesare, fingendosi benevolo, glielo pose sulle ginocchia assieme a Publio Servilio Casca Longo. Al gesto di rifiuto di Cesare, accorse infine Antonio, che gli pose il diadema sul capo e lo salutò come re; Cesare lo rifiutò e lo gettò via, dicendo di chiamarsi Cesare e non re, ricevendo così gli applausi del popolo, ma Antonio lo ripose per una seconda volta. Visto il turbamento che si era nuovamente diffuso nel popolo tutto, Cesare ordinò di mettere il diadema sul capo della statua di Giove Ottimo Massimo, la maggiore divinità romana.
Una vexata quaestio è costituita dall'interpretazione delle volontà e delle aspirazioni politiche di Cesare degli ultimi anni di vita: non è chiaro se la dittatura perpetua dovesse essere nelle sue intenzioni la "fase suprema" del suo potere o se invece fossero da lui nutrite anche ambizioni monarchiche. A partire dalla tesi classica di Eduard Meyer, il quale intravedeva nelle mire cesariane la volontà di istituire una monarchia di tipo ellenistico, ovvero una monarchia assoluta di diritto divino, gli studiosi si sono divisi tra i sostenitori di questa teoria, coloro che invece pensano a un modello monarchico di tipo romuleo e vetero-romano, e quelli che, infine, negano decisamente qualsiasi progetto regale. La questione è difficilmente risolvibile, anche se alcuni elementi fanno pensare a un Cesare affascinato dai modelli monarchici orientali; si pensi al prolungato soggiorno alessandrino e al rapporto con Cleopatra (alla quale aveva fra l'altro dedicato un'immagine d'oro nel suo Foro), o alla politica edilizia di chiaro stampo dinastico o, infine, al progetto di matrice alessandrina (e anche pergamena) di apertura di una biblioteca pubblica a Roma. Va anche considerato che al centro del foro di Cesare troneggiava una statua equestre di Alessandro Magno con il volto del dittatore romano e che prima della spedizione contro i Parti nel Mediterraneo orientale, venne fatto circolare un oracolo secondo il quale quel popolo avrebbe potuto essere sconfitto solo da un re.

#### Nuovo corso amministrativo
Assunta la dittatura, Cesare continuò l'attuazione di alcune di quelle riforme che erano state portate avanti da Silla quasi cinquant'anni prima. Decise di estendere la cittadinanza romana agli abitanti della Gallia Transpadana, e portò a novecento il numero dei senatori, inserendo nell'assemblea degli uomini a lui fedeli. Intese, inoltre, rafforzare le assemblee popolari a detrimento del Senato stesso, che avrebbe dovuto gradualmente perdere la propria autonomia decisionale. Fu il primo, poi, a tentare di adattare la burocrazia della res publica alle nuove esigenze che essa mostrava di avere: dopo la conquista della Gallia e l'espansione a Oriente c'era bisogno di una migliore gestione del potere e di un apparato statale più efficiente. Egli, perciò, con il duplice obiettivo di risolvere i neonati problemi e di offrire cariche ai suoi sostenitori politici:
- aumentò il numero dei magistrati: i questori passarono da venti a quaranta, i pretori da otto a sedici, gli edili furono sei. I consoli rimasero due, con l'aggiunta di altri due magistrati che, seppure privi di qualsiasi imperium consolare, potevano poi svolgere le funzioni dei proconsoli;
- si fece attribuire il diritto di nominare metà dei magistrati, e poteva comunque raccomandarne altri e fare in modo che venissero eletti ugualmente;
- mise mano alla composizione del Senato: per supplire alle numerose perdite dovute alla guerra civile, immise nel Senato molti nuovi membri a lui fedeli, portando fino a ottocento o novecento il numero dei membri dell'assemblea, fissato in precedenza da Silla a seicento, e ammettendovi anche uomini originari delle province spagnole e galliche.

Rinnovò l'organizzazione dei municipi italiani e, per quanto riguarda l'amministrazione provinciale, decise di limitare la durata degli incarichi dei governatori (che, per i proconsoli, poteva raggiungere i cinque anni) a un anno per i propretori e due anni per i proconsoli. Tutti questi provvedimenti rimasero in vigore anche dopo la morte di Cesare grazie a un accordo tra il leader del Senato Cicerone e quello cesariano Antonio che, in cambio, dovette accettare la concessione di un'amnistia ai cesaricidi.

#### Realizzazioni architettoniche
Più volte nel corso della sua lunga carriera politica Cesare favorì la nascita di nuove opere architettoniche, sempre con l'obiettivo di stupire la plebe e acquisire così una popolarità sempre maggiore. Al termine della guerra di Gallia (51 a.C.), Cesare cominciò una campagna elettorale con l'obiettivo di ottenere il consolato; poco tempo prima, Pompeo aveva donato a Roma il primo teatro stabile, costruito in pietra, e aveva fatto edificare una nuova curia per il Senato. A sua volta, dunque, Cesare lanciò un vasto programma di opere pubbliche che prevedeva la costruzione di un nuovo foro presso l'Argileto. L'opera doveva essere finanziata con il bottino ricavato durante la guerra in Gallia, e solo l'acquisto dei terreni necessari comportò la spesa di oltre cento milioni di sesterzi. Questo foro Giulio aveva una forte somiglianza con quello della città di Pompei, realizzato nello stesso periodo: era costituito, infatti, da una lunga spianata di forma rettangolare chiusa sui lati da una serie di portici, alla cui fine si ergeva il tempio di Venere Genitrice. Secondo Appiano, questo tempio sarebbe stato una sorta di ringraziamento rivolto alla dea da parte di Cesare per avergli consentito di uscire vincitore dallo scontro di Farsalo. Davanti a questo tempio, Cesare stesso si fece rappresentare in una statua equestre, a cavallo del suo destriero personale, per il quale aveva una grande predilezione.
La costruzione di questo foro diede vita a una nuova e originale tipologia architettonica, che univa lo schema greco ed ellenistico dell'agorà alla classica struttura romana del tempio su podium. È in questo stile che furono poi realizzati tutti i successivi fori imperiali.
Con la dittatura, raggiunto il culmine del potere, Cesare poté adoperare ogni mezzo per la costruzione di opere sempre più grandiose: con il pretesto della celebrazione dei giochi per il suo trionfo, fece ingrandire il circo costruendovi nuovi settori di scalinate, in modo che vi potessero prendere posto più persone; ordinò la realizzazione di uno stadio per i lottatori nel Campo Marzio e fece scavare sulla riva del Tevere un bacino che ospitasse naumachie.
Cercò anche di rinnovare il vecchio foro, programmando la costruzione di una nuova curia, in quanto la Curia Hostilia era stata distrutta nel 52 a.C. da un incendio appiccato durante i funerali di Publio Clodio Pulcro dai sostenitori del defunto, fortemente ostili all'aristocrazia senatoria. Cesare diede il via alla costruzione di una nuova struttura, la Curia Iulia, la cui realizzazione si interruppe durante il lungo periodo delle guerre civili per essere poi ripresa da Augusto e completata nel 29 a.C. Quando fu portato a termine il grande bacino per le naumachie, Cesare progettò anche la costruzione di un tempio di Marte, che doveva essere più grande di qualsiasi altro, di una nuova basilica che doveva sorgere nell'area della vecchia basilica Sempronia, e di un nuovo immenso teatro stabile in pietra, ai piedi del monte Tarpeo. Cesare non poté vedere realizzati i suoi progetti a causa della sua prematura morte, ma essi furono portati a termine da Augusto, che costruì, infatti, il tempio di Marte Ultore, la basilica Giulia e il teatro di Marcello. Non fu invece mai realizzata la biblioteca che Cesare intendeva costruire per raccogliervi le opere in lingua latina e greca, per la cui realizzazione si stava già adoperando, prima della morte del dittatore, Marco Terenzio Varrone.

#### La riorganizzazione di Roma
Per decongestionare la città di Roma, che con il continuo arrivo di nuovi abitanti che andavano a ingrossare le file del sottoproletariato urbano era ormai decisamente sovrappopolata, Cesare decise di modificarne i confini amministrativi, allargando il perimetro del pomerium a un miglio romano (1.480 metri) dalle antiche mura. Questa misura fu appena sufficiente, tanto che Augusto, pochi anni più tardi, dovette rimettere mano all'organizzazione dell'Urbe allargandone il perimetro e stabilendone la suddivisione in quattordici rioni.
Per migliorare la gestione cittadina, Cesare decise di censirne la popolazione, escogitando per questo un metodo innovativo, che soppiantasse il vecchio procedimento che prevedeva il passaggio dei cittadini, divisi per tribù, presso gli "uffici" di coloro che si occupavano del censimento. Cesare dispose che il censimento fosse organizzato nei singoli quartieri, e che se ne dovessero occupare i proprietari degli immobili che ospitavano le case. Il metodo dovette essere efficace, perché anche Augusto lo adottò per censire la popolazione, una volta preso il potere. Svetonio, senza riferire il risultato di questo censimento, dice che esso permise di abbassare da 320 000 a 150 000 il numero di coloro che, in quanto nullatenenti, beneficiavano delle assegnazioni di grano da parte dello stato. Inoltre, per evitare che si creasse occasione di malcontento, Cesare decise che, anno per anno, i pretori avrebbero tirato a sorte i nomi di coloro che, morto un beneficiario delle assegnazioni, ne avrebbero preso il posto.
Un ultimo progetto, che Cesare attuò con l'obiettivo di migliorare quanto più possibile la circolazione in una città dalle strade strette e spesso ingombre, fu quello di vietare durante il giorno la circolazione a tutti i veicoli a ruote, a eccezione dei carri per le processioni e di quelli adoperati per il trasporto di materiali da costruzione nei cantieri. Questa legge fu votata e approvata soltanto dopo la morte di Cesare, ma restò in vigore per molti secoli, dimostrando quindi che la necessità di migliorare la circolazione per le vie di Roma continuò a lungo a farsi sentire. A partire da Cesare, dunque, il trasporto delle merci avvenne durante la notte, e il rumore che esso causava, fonte di grande disturbo per tutti coloro che dormivano, fu oggetto delle recriminazioni di Marziale e Giovenale.

#### Politica economica

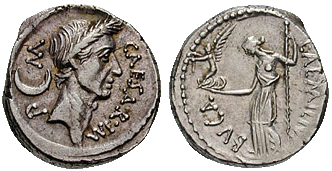
Un denario emesso da Cesare nel 44 a.C. Sulle due facce sono rappresentati Cesare e Venere che tiene in mano la Vittoria

Le guerre civili che Cesare condusse suscitarono forti difficoltà economiche: c'era, per esempio, il bisogno di stipendiare tutti i legionari che seguivano il loro generale in giro per il mondo. A partire dal 49 a.C., allora, Cesare si dotò di una propria zecca personale, che lo seguiva sul teatro di ogni sua operazione e coniava le monete di cui c'era un bisogno sempre crescente. Non si trattava di una pratica nuova: il Senato, infatti, l'aveva autorizzata già in precedenza per i grandi corpi di spedizione di Lucio Licinio Lucullo o di Pompeo Magno in Oriente, ma Cesare prese l'iniziativa spontaneamente, impossessandosi, senza alcuna autorizzazione, delle riserve auree contenute nell'erario. Egli apportò, comunque, due grandi innovazioni alla monetazione, che furono poi riprese da Ottaviano e Marco Antonio per divenire d'uso comune in tutta l'epoca imperiale. Cesare per primo, infatti:
- ordinò la coniazione di monete in oro;
- fece imprimere il proprio ritratto sulle monete.

A Roma non erano mai state emesse monete in oro se non temporaneamente e in momenti di grandissimo pericolo (come le fasi cruciali della seconda guerra punica) dietro la decisione del Senato. L'emissione dell'aureus, dunque, si ricollegava all'idea di attingere alle riserve d'oro per salvare la res publica in pericolo; inoltre, l'elevato valore della moneta (un aureus valeva 25 denari o 100 sesterzi) facilitava l'assegnazione di gratifiche ai soldati.
I soggetti rappresentati sulle facce delle monete, infine, avevano un forte valore propagandistico: oltre al ritratto di Cesare accompagnato dal suo nome, apparivano principalmente le seguenti figure:
- Venere, rappresentata di profilo o in piedi, è il soggetto più frequente,[N 8] in quanto Cesare faceva risalire proprio a lei l'origine della gens Iulia;
- alcuni oggetti utilizzati nel culto, che ricordavano la pietas di Cesare e la sua dignità di augure e pontefice massimo;
- delle Vittorie, delle insegne militari e dei trofei delle vittorie ottenute sui Galli.

#### Politica estera
Cesare, una volta divenuto unico padrone di Roma, sebbene avesse ormai raggiunto un'età venerabile, era deciso ad attuare nuove campagne di espansione, sempre sull'esempio dell'uomo che ne aveva ispirato le imprese militari, Alessandro Magno, creatore di un vero impero universale. Intendeva quindi vendicare la sconfitta di Crasso a Carre contro i Parti e sottomettere l'intera Europa continentale, attuando una campagna nella zona danubiana contro i Daci di Burebista, una in Dalmazia e un'altra contro le popolazioni della Germania libera, che troppo spesso avevano interferito nel corso della difficile conquista della Gallia.
A causa della sua morte violenta e prematura, Cesare non poté attuare nessuna delle campagne che aveva programmato. Benché fossero già stati nominati coloro che avrebbero condotto la campagna contro i Parti, della cui organizzazione si stava occupando anche il giovane Ottaviano, e fossero già stati incaricati i magistrati che avrebbero retto lo stato durante l'assenza di Cesare, essa non fu mai realmente portata a termine, tanto che la zona orientale dell'impero rimase sempre una delle più instabili. Tuttavia, più tardi, nel 20 a.C., Augusto si accordò con i Parti e ottenne la restituzione delle insegne sottratte a Crasso a Carre.
Le altre imprese che Cesare preparava furono invece portate a termine in tempi successivi: la Dalmazia fu completamente assoggettata da Augusto dopo la rivolta dalmato-pannonica del 6-9; la Germania fu occupata solo per un ventennio sotto Augusto, e i confini romani rimasero dove li aveva lasciati Cesare, sul Reno; la Dacia, infine, fu conquistata da Traiano nel 106, dopo due campagne militari.
A Cesare va comunque il merito di aver sottomesso il mondo celtico, che costituiva uno dei principali pericoli per l'espansione romana in Europa: sebbene si trattasse di civiltà meno complesse di quella di Roma, la loro forza militare, riposta soprattutto nella cavalleria, era notevole, e la loro presenza ai confini dell'Italia causava una situazione di costante pericolo. Per contro i Galli, una volta entrati a far parte dello stato romano, furono tra le prime popolazioni provinciali a ricevere la cittadinanza, accettando di buon grado il processo di romanizzazione.

#### La riorganizzazione dell'esercito

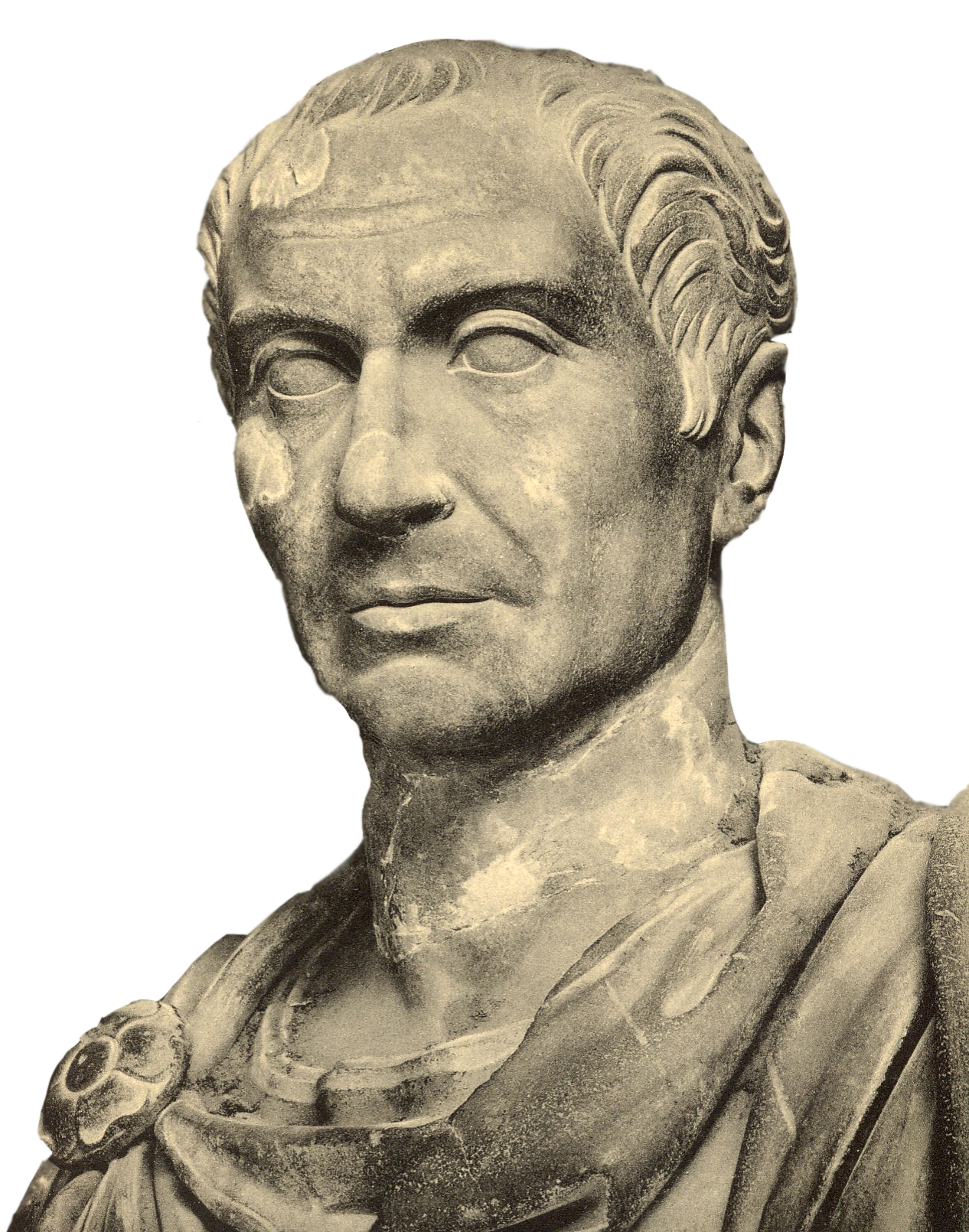
Busto di Cesare in uniforme militare

Giulio Cesare è considerato, tanto dagli autori moderni quanto dai suoi contemporanei, il più grande genio militare della storia romana. Egli seppe stabilire con i suoi soldati un rapporto tale di stima e devozione appassionata, da poter mantenere la disciplina evitando sempre il ricorso alla violenza contro i suoi stessi uomini. Nel corso della campagna di Gallia, Cesare non vietò mai ai suoi soldati di far bottino, ma il legionario doveva aver sempre ben chiaro l'obiettivo finale, e le sue azioni non dovevano in nessun modo condizionare i piani operativi della campagna del suo comandante. Conscio della situazione disagiata dei soldati, che venivano di solito ricompensati al congedo con una concessione di ager publicus ma che fino a quel momento erano costretti a vivere con poco, di sua iniziativa, tra il 51 e il 50 a.C. decise di raddoppiarne la paga, che passò da 5 a 10 assi al giorno (pari a 225 denarii annui). La riforma fu così ben accolta che la paga del legionario rimase invariata fino a quando l'imperatore Domiziano (81-96) prese nuovi provvedimenti.
Egli fu, inoltre, il primo a comprendere che una dislocazione di parte delle forze militari repubblicane (legioni e truppe ausiliarie) doveva costituire la base per un nuovo sistema strategico di difesa globale lungo tutti i confini, e in particolare in quelle aree "a rischio". Durante la campagna di Gallia, infatti, negli inverni posizionava le sue legioni in aree strategiche, in modo che la situazione rimanesse tranquilla nei momenti in cui non ci fosse la possibilità di intervenire prontamente in caso di necessità.
Creò un cursus honorum per il centurionato, che si basava sui meriti del singolo individuo, tanto che a seguito di gesti particolari di eroismo, alcuni soldati potevano essere promossi ai primi ordines, dove al vertice si trovava il primus pilus o primipilare di legione. Inoltre, poteva anche avvenire che un primus pilus venisse promosso a tribunus militum. Si andava indebolendo, pertanto, la discriminazione tra ufficiali e sottufficiali, e si rafforzava lo spirito di gruppo e la professionalità delle unità.
Egli, contrariamente a quanto avevano fatto molti dei suoi predecessori, che fornivano alle truppe donativi occasionali, reputò fosse necessario dare continuità al servizio che i soldati prestavano, e istituì il diritto a un premio per il congedo: era da tempo in uso la consuetudine di donare appezzamenti di terreno ai veterani, ma si trattava di qualcosa che, almeno fino ad allora, era sempre avvenuto a discrezione dei generali e del Senato.
A proposito del rapporto personale di Cesare con i suoi legionari, Svetonio scrive:
(Svetonio, Vite dei Cesari, Cesare, 65-67.)

### La congiura e la morte
| Cesare: denario                                                 | Cesare: denario |
| --------------------------------------------------------------- | --- |
|                                                                 | |
| CAESAR DICT PERPETVO e il volto laureato di Cesare verso destra | Venere vincitrice in piedi, che tiene in una mano la Vittoria e nell'altra uno scettro, ai piedi uno scudo e la scritta MACER |
| Argento, 19 mm, 3,80 g; coniato nel 44 a.C.                     | |

Cesare nominò consoli per il 44 a.C. sé stesso e il fidato Marco Antonio, e attribuì invece la pretura a Marco Giunio Bruto e Gaio Cassio Longino. Quest'ultimo si fece interprete dell'insofferenza di ampia parte della nobilitas, e incominciò a organizzare una congiura anticesariana. Trovò l'appoggio di molti uomini, tra cui molti dei pompeiani passati dalla parte di Cesare, e anche alcuni tra coloro che erano sempre stati al fianco dello stesso Cesare a partire dalla guerra di Gallia, come Gaio Trebonio, Decimo Giunio Bruto Albino, Lucio Minucio Basilo e Servio Sulpicio Galba.
I congiurati, e primo tra loro lo stesso Cassio, decisero di cercare l'appoggio di Marco Bruto: egli era infatti un lontanissimo discendente di quel Lucio Giunio Bruto che nel 509 a.C. aveva scacciato il re Tarquinio il Superbo e istituito la repubblica, e poteva rappresentare il capo ideale per una congiura che si proponeva di uccidere un nuovo tiranno. Bruto era inoltre nipote e grande ammiratore di Catone Uticense, e poteva infine trovare nella propria filosofia, a metà tra lo stoicismo e la dottrina accademica, le convinzioni per combattere Cesare, al quale era comunque legato.
Il più influente tra i personaggi romani a non aderire alla congiura fu Cicerone, che, pur essendo amico di Bruto e sperando nell'eliminazione del tiranno Cesare, decise di tenersi fuori dal complotto; egli tuttavia, auspicò che assieme a Cesare fosse ucciso anche Marco Antonio che, non a torto, vedeva come un possibile successore del dittatore.

#### Le Idi di marzo

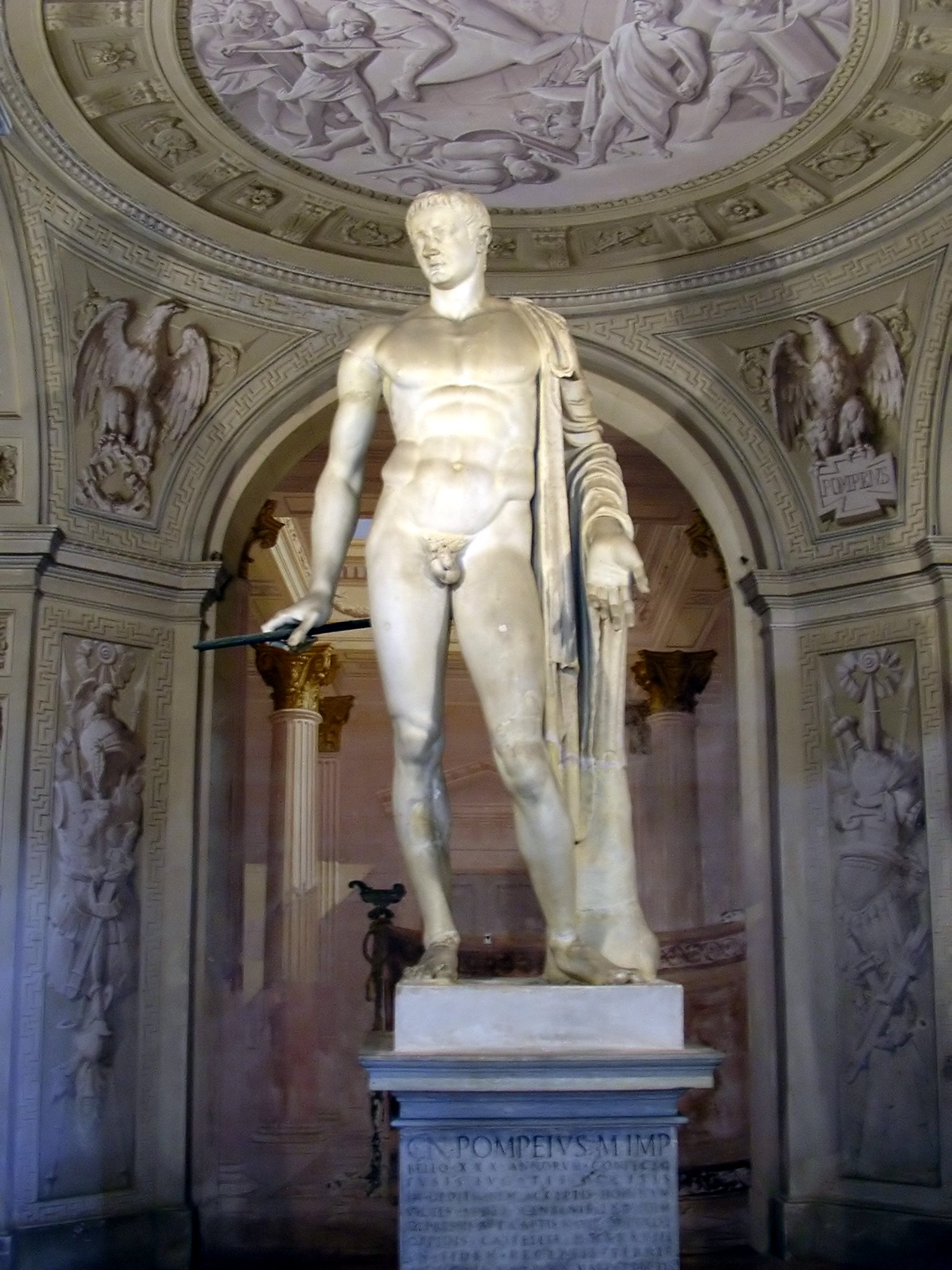
Statua romana del "Pompeo Arconati" (identificato poi con Tiberio) presente a Villa Arconati, a Bollate. Acquistata a Roma da Galeazzo Arconati, la scultura venne portata al Castellazzo nel 1627. In passato era tradizionalmente interpretata come la statua di Pompeo Magno ai piedi della quale morì, trafitto dalle pugnalate dei congiurati, Gaio Giulio Cesare nel 44 a.C.

Secondo la tradizione, la morte di Cesare fu preceduta da un incredibile numero di presagi: da più parti si videro bruciare fuochi celesti, uccelli solitari giunsero nel foro, e si udirono strani rumori notturni. Pochi giorni prima del suo omicidio, Cesare, mentre compiva un sacrificio, non riuscì a trovare il cuore della vittima, il che costituiva un presagio di malaugurio. Nello stesso periodo fu scoperta la sepoltura del fondatore di Capua, Capi, e sulla lapide tombale fu trovata la scritta: Quando verranno scoperte le ossa di Capi, un discendente di Iulo verrà assassinato per mano dei suoi consanguinei, e subito sarà vendicato con grandi stragi e lutti per l'Italia. Le mandrie di cavalli che Cesare aveva fatto liberare al momento del passaggio del Rubicone cominciarono a piangere a dirotto, e uno scricciolo (che è anche chiamato uccellino regale), che era entrato nella Curia di Pompeo (dove il Senato si riuniva dopo che la Curia Hostilia era andata distrutta nell'incendio di cui sopra) portando un ramoscello d'alloro, fu subito attaccato e ucciso da parecchi uccelli che sopraggiunsero all'istante. Alla vigilia dell'omicidio, Calpurnia, la moglie di Cesare, donna del tutto priva di superstizioni religiose, fu sconvolta da sogni in cui la casa le crollava addosso, e lei stessa teneva tra le braccia il marito ucciso. Lo stesso Cesare sognò di librarsi nell'etere, volando sopra le nubi e stringendo la mano a Giove. Il giorno successivo, quello delle Idi di marzo, il 15 del mese, Calpurnia pregò dunque Cesare di restare in casa, ma egli, che la sera prima a casa di Lepido aveva detto che avrebbe preferito una morte improvvisa allo sfinimento della vecchiaia, sebbene si sentisse poco bene, fu convinto dal congiurato Decimo Bruto Albino a recarsi comunque in Senato, in quanto sarebbe sembrato sconveniente che non salutasse neppure tutti i senatori che si erano riuniti per nominarlo, proprio quel giorno, re. Cesare, che poco più di un mese prima aveva imprudentemente deciso di congedare la scorta che sempre lo accompagnava, uscì dunque in strada, e qui fu avvicinato da un indovino, Artemidoro di Cnido, che gli consegnò un libello in cui lo ammoniva del pericolo che stava per rischiare. L'indovino si sincerò che Cesare lo leggesse quanto prima, ma il dittatore, che più volte si apprestò a farlo, non vi riuscì per colpa della folla che lo circondava. Giunto alla Curia di Pompeo, Cesare fu avvicinato da un aruspice di nome Spurinna, che lo aveva avvisato di guardarsi dalle Idi di marzo: a questi il dittatore disse, con aria beffarda, che le Idi erano arrivate, ma l'indovino gli rispose che non erano ancora passate.

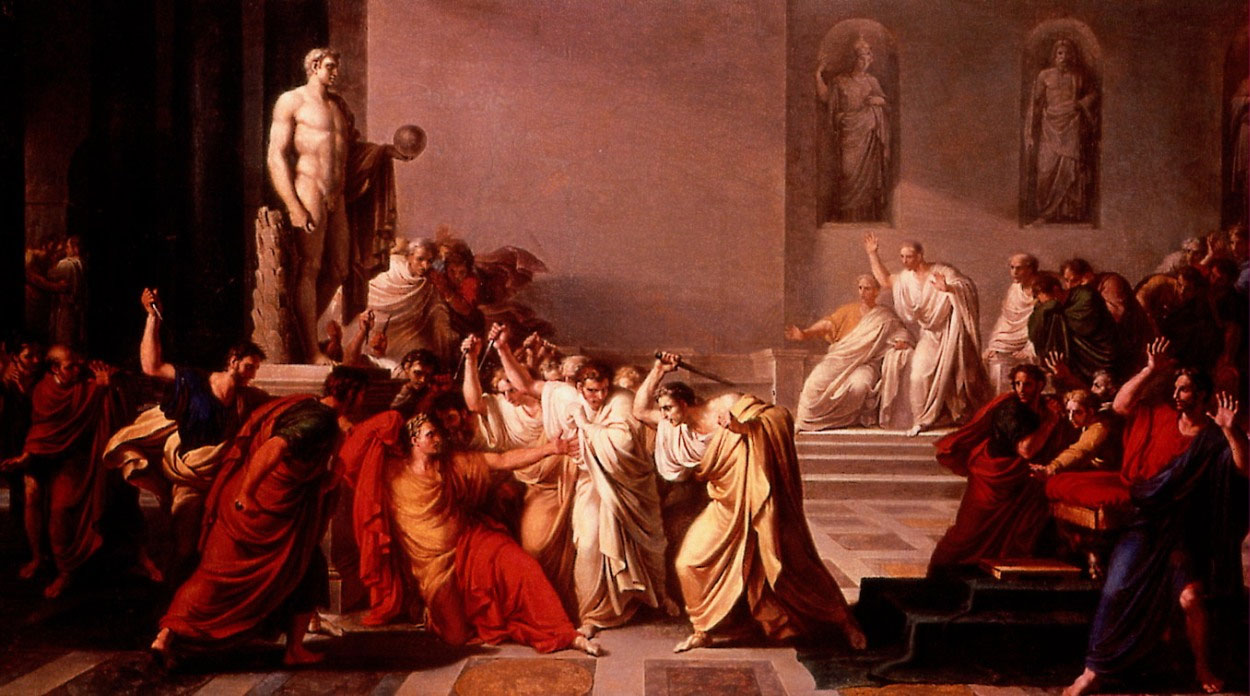
Vincenzo Camuccini, Morte di Giulio Cesare, 1798, Napoli, Museo di Capodimonte

Entrato in Senato, si andò a sedere ignaro al suo seggio, dove fu subito attorniato dai congiurati che finsero di dovergli chiedere grazie e favori. Mentre Decimo Bruto intratteneva il possente Antonio fuori dalla Curia, per evitare che prestasse soccorso, al segnale convenuto, Publio Servilio Casca Longo sfoderò il pugnale e colpì Cesare al collo, causandogli una ferita superficiale e non mortale. Cesare invece, per nulla indebolito, cercò di difendersi con lo stilo che aveva in mano, e apostrofò il suo feritore dicendo "Scelleratissimo Casca, che fai?" o gridando "Ma questa è violenza!". Casca, allora, chiese aiuto al fratello "Aiutami fratello" (ἀδελφέ, βοήθει), e tutti i congiurati che si erano fatti attorno a Cesare si scagliarono con i pugnali contro il loro obiettivo.
Svetonio racconta: «Quando si accorse che lo aggredivano da tutte le parti con i pugnali nelle mani, si avvolse la toga attorno al capo e con la sinistra ne fece scivolare l’orlo fino alle ginocchia, per morire più decorosamente, con anche la parte inferiore del corpo coperta. Così fu trafitto da ventitré pugnalate, con un solo gemito, emesso sussurrando dopo il primo colpo; secondo alcuni avrebbe gridato a Marco Bruto, che si precipitava contro di lui: "Anche tu, Bruto, figlio mio!". Rimase lì per un po’ di tempo, privo di vita, mentre tutti fuggivano, finché, caricato su una lettiga, con il braccio che pendeva fuori, fu portato a casa da tre schiavi.» Cadde ai piedi della statua di Pompeo.
Le ultime parole di Cesare sono state riferite in vario modo:
- Καὶ σὺ, τέκνον; (Kai su, teknon?, in greco, "Anche tu, figlio?")[214]
- Tu quoque, Brute, fili mi! (in latino, "Anche tu, Bruto, figlio mio!")[215]
- Et tu, Brute? (in latino, "Anche tu, Bruto?"), che è la versione riportata da William Shakespeare nella tragedia Giulio Cesare.[216]

Svetonio riferisce che, secondo il medico Antistio, nessuna delle ferite subite da Cesare fu mortale, con l'eccezione della seconda, in pieno petto.

#### La successione

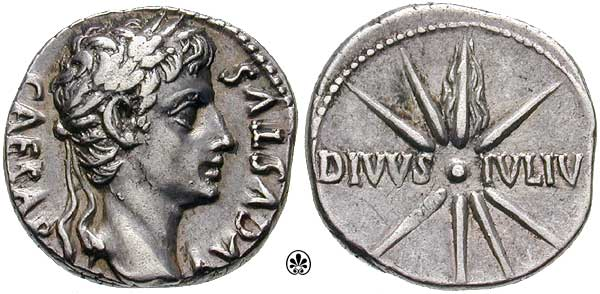
Moneta di Augusto recante al rovescio una cometa a otto raggi e la legenda DIVVS IVLIV[S

Come erede principale a cui spettavano i tre quarti delle sue ricchezze, Cesare lasciò il giovane pronipote diciottenne Ottaviano, che si trovava nell'Illirico, ad Apollonia, poiché doveva sovraintendere all'organizzazione dei preparativi per le due grandi spedizioni che Cesare aveva intenzione di intraprendere: quella contro i Daci di Burebista e l'altra contro i Parti, in Oriente. Ottavio, una volta informato dell'uccisione del prozio, decise di tornare a Roma per reclamare i suoi diritti di figlio adottivo e di erede di Cesare. Assieme a lui erano stati nominati eredi Lucio Pinario e Quinto Pedio, a cui spettò il restante quarto del patrimonio di Cesare; solo Ottavio, però, poté prendere, in quanto suo figlio adottivo, il nome del defunto, divenendo così Gaio Giulio Cesare Ottaviano. Cesare lasciò inoltre agli abitanti di Roma trecento sesterzi ciascuno e i suoi giardini sulle rive del Tevere.

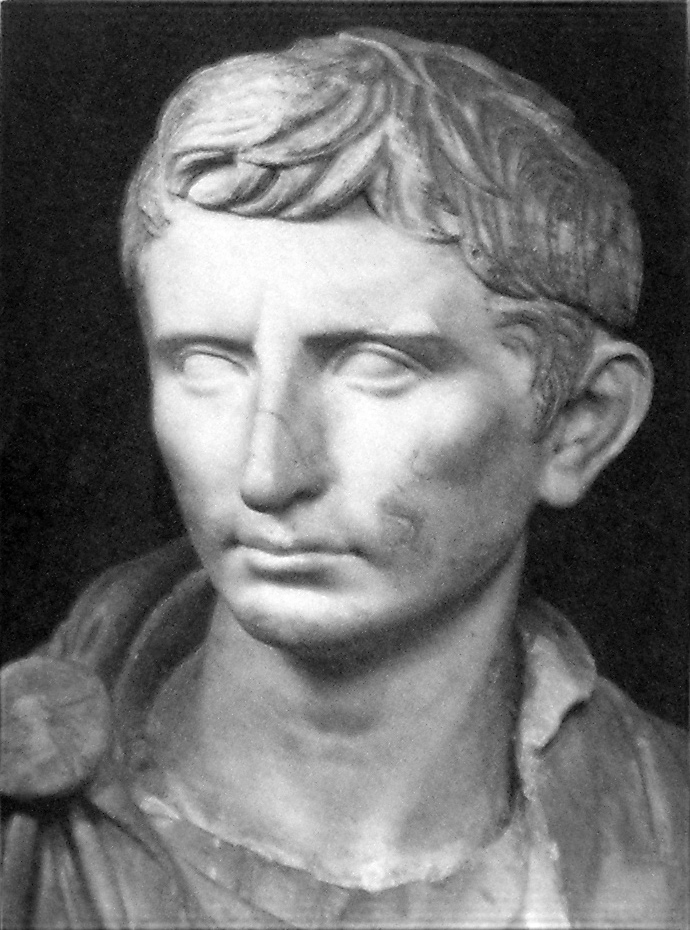
Ritratto di Ottaviano ai tempi della battaglia di Azio

Il 20 marzo il corpo di Cesare fu cremato nel foro: i cesaricidi avevano inizialmente pensato di buttarlo nel Tevere subito dopo l'assassinio, ma il proposito era rimasto incompiuto in quanto molti senatori, spaventati da quanto era successo, avevano subito lasciato il Senato. Marco Antonio, che era divenuto il nuovo leader cesariano (Ottaviano era ancora in Illirico), fece costruire la pira nel campo Marzio, in prossimità della tomba della figlia di Cesare, Giulia, e fece collocare nel foro, vicino ai Rostri, un'edicola dove fece esporre la toga insanguinata che Cesare indossava al momento della morte. Innumerevoli persone sfilarono nel campo Marzio per portare doni e si celebrarono dei ludi in memoria del defunto, dove si recitarono alcuni toccanti versi di Pacuvio. Antonio, lesse poi, come laudatio funebris, il decreto con cui il Senato aveva conferito a Cesare tutti gli onori umani e divini e con cui gli stessi senatori si erano impegnati a proteggere Cesare. Decise, poi, di far trasportare il corpo del defunto per il foro, portato a braccio da magistrati su un lenzuolo, in modo che fossero ben visibili le pugnalate che egli aveva ricevuto: mentre alcuni cominciarono a chiedere che il corpo fosse cremato nella curia di Pompeo o nella cella di Giove Capitolino, alcuni uomini diedero fuoco al cataletto, e le fiamme furono subito alimentate dalla folla degli astanti, che cominciarono a buttarvi fascine, oggetti di legno e gli stessi doni che portavano. I veterani di Cesare, anzi, arrivarono a buttare nel rogo armi e gioielli, e a rendere omaggio giunsero anche gli stranieri, tra cui gli Ebrei, che erano grati a Cesare perché aveva sconfitto Pompeo, colpevole di aver violato il Tempio di Gerusalemme, entrando nel Sancta sanctorum. Nel luogo della cremazione fu eretto in seguito il Tempio del Divo Giulio.
Nessun diritto di successione poté mai reclamare Cesarione, figlio naturale di Cesare, concepito con la regina d'Egitto, Cleopatra VII, durante il suo soggiorno del 48 a.C. La regina egiziana rimase famosa per essere stata non solo l'amante di Marco Antonio dopo la morte del dittatore, ma soprattutto per aver collaborato con lui al fine di creare un nuovo impero in Oriente che potesse contrastare il crescente potere di Ottaviano in Occidente. Il dissenso nato così tra Antonio e Ottaviano determinò una nuova guerra civile che culminò con la morte degli stessi Antonio e Cleopatra nel 30 a.C. e la trasformazione, attuata da Ottaviano, della Repubblica romana in impero.
Nel 42 a.C., quando gli eserciti di Marco Antonio e Ottaviano si apprestavano ad attaccare quelli dei cesaricidi Bruto e Cassio a Filippi, la leggenda racconta che la figura di un uomo di incredibile grandezza e d'aspetto spaventoso apparve nella tenda di Bruto. Questi, riconosciuta la figura di Cesare, chiese all'ombra chi fosse. Essa rispose: "Il tuo cattivo demone, Bruto. Mi rivedrai a Filippi", e Bruto coraggiosamente rispose a sua volta: "Ti vedrò". Pochi giorni dopo, a Filippi, quando la vittoria dei cesariani era ormai certa, Cassio si suicidò con il pugnale con cui aveva trafitto Cesare, e poco dopo anche lo stesso Bruto, per non cadere in mano nemica, si diede la morte. Così, a due anni dall'assassinio di Cesare, tutti coloro che avevano preso parte alla congiura avevano perso la vita, e la vendetta del divus era compiuta.

## Cesare storico, scrittore, oratore

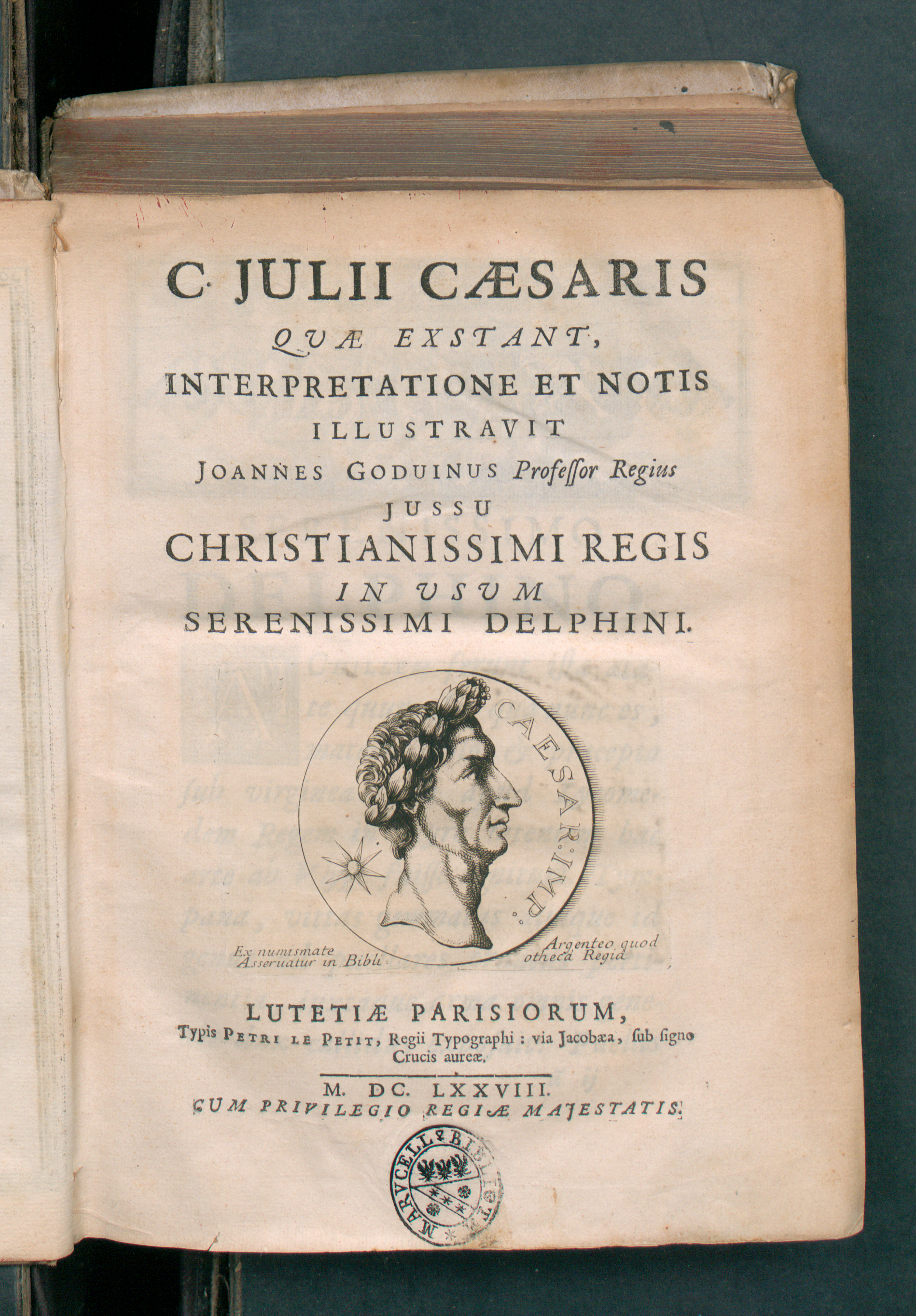
Julii Caesaris quae exstant, 1678

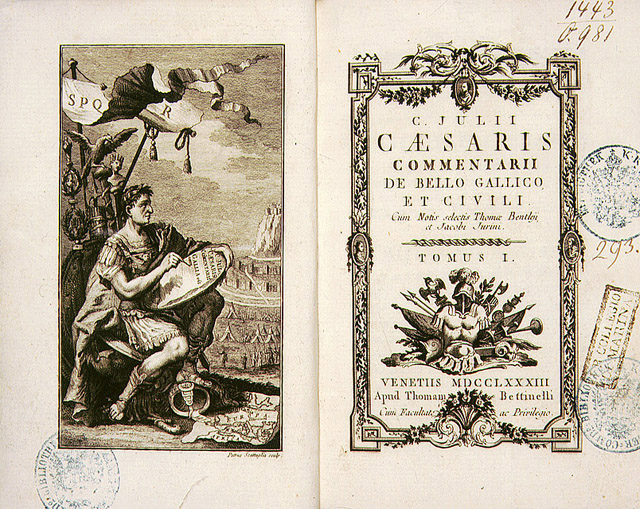
Frontespizio di un'edizione del De bello Gallico e del De bello civili

La sua opera di scrittore - racchiusa principalmente nei suoi commentari sulla guerra in Gallia (De bello Gallico) e sulla guerra civile contro Pompeo e il Senato (De bello civili) - pone Giulio Cesare tra i più grandi maestri di stile della prosa latina.
Le narrazioni, apparentemente semplici e in stile diretto, sono di fatto un annuncio molto sofisticato del suo programma politico, in modo particolare per i lettori di media cultura e per la piccola aristocrazia sia d'Italia sia delle province.
Lista delle opere
Le sue principali opere letterarie giunte sino a noi sono:
- i commentari sulle campagne per sottomettere i Galli, fra il 58 e il 52 a.C. (Commentarii de bello Gallico). L'opera consta di sette libri, più un libro ottavo, composto probabilmente dal luogotenente di Cesare, Aulo Irzio, per completare il resoconto della campagna e coprire il lasso di tempo che separa la guerra di Gallia da quella civile: si tratta di un'opera dallo stile lineare ma piacevole, con interessanti riferimenti etnografici sulle popolazioni incontrate durante il viaggio. Cesare, per aumentare l'obiettività dell'opera, usa la terza persona, anche se si tratta chiaramente di un metodo per esaltare la sua figura personale e per metterla in rilievo nella narrazione e nelle vicende descritte.[220] Le descrizioni sono comunque fredde e asettiche, prive di enfasi retorica e partecipazione emotiva: anche le scelte più terribili, come quelle di sterminare migliaia di persone, appaiono così non solo necessarie, ma addirittura prive di un'alternativa. Il De bello Gallico risulta così essere un'apologetica opera di propaganda della campagna di Gallia;[221]
- i commentari sulla guerra civile contro le forze di Pompeo e del Senato (Commentarii de bello civili). In tre libri Cesare spiega e racconta la guerra civile del 49 a.C. e il suo rifiuto di ubbidire al Senato;
- un epigramma in versi su Terenzio, del quale sono giunti a noi solo alcuni frammenti.

Le opere perdute includono: diverse orazioni (in una di esse, l'elogio funebre della zia Giulia, si affermava la discendenza della gens Iulia da Iulo e quindi da Enea e Venere); un trattato in due libri su problemi di lingua e stile (De analogia), terminato nell'estate del 54; vari componimenti poetici giovanili; una raccolta di detti memorabili; un poema sulla spedizione in Spagna nel 45; un pamphlet in due libri, intitolato Anticato o Anticatones, contro la memoria di Catone Uticense, scritto in polemica con l'elogio di Catone composto da Cicerone su richiesta di Bruto.
Infine, opere spurie sono, oltre al libro ottavo del De bello Gallico, tre opere del cosiddetto Corpus Caesarianum:
- Bellum Hispaniense, sulla guerra in Spagna
- Bellum Africum, sulla guerra in Africa
- Bellum Alexandrinum, sulla guerra nel Vicino Oriente ed Egitto

e i resoconti degli ultimi avvenimenti della guerra civile, composti da ufficiali di Cesare. In queste tre ultime opere risulta evidente il diverso stile della prosa, evidentemente meno limpido ed entusiasmante di quello utilizzato da Cesare nelle sue due opere.
Gli autori di queste opere spurie erano probabilmente dei luogotenenti molto fedeli a Cesare, tra i quali figurano Gaio Oppio e, forse nella redazione del Bellum Alexandrinum, lo stesso Aulo Irzio.
Sulla figura di Cesare come scrittore, significativo è il seguente passo di Svetonio:
(Svetonio, Vite dei Cesari, Cesare, 55-56, adattamento della traduzione di Felice Dessì)
Cesare fu, oltre che grande protagonista politico delle vicende del suo tempo, anche importante oratore. Le sue orazioni sono andate perdute: esiste un rifacimento sallustiano di quella pronunziata il 5 dicembre del 63 e anche due orazioni funebri una per la zia Giulia (moglie di Gaio Mario) e un'altra per la moglie Cornelia, mentre di altre orazioni è rimasta solo notizia (In Dolabellam, Pro rogatione Plautia, Pro Bithinis, Pro Decio Samnite). I giudizi degli antichi sull'eloquenza di Cesare erano concordemente positivi.